# 月が導く異世界道中
『月が導く異世界道中』（つきがみちびくいせかいどうちゅう）は、あずみ圭による日本のライトノベルおよびそれを原作とするメディアミックス作品。略称は「ツキミチ」。
2012年に「小説家になろう」で発表され、同年にアルファポリス「第5回ファンタジー小説大賞」読者賞を受賞し、同社から書籍版も発行された。イラストはマツモトミツアキ。小説家になろうとアルファポリスの書籍で同時執筆していたが、2016年時の小説家になろうの規約変更により、ウェブ版の執筆を停止し、アルファポリスでの書籍版の連載に注力する。2024年6月時点で電子版を含めたシリーズ累計部数は420万部を突破している。

## あらすじ
一男二女というごく平凡な五人家族の高校生「深澄真」は、両親に関連した事情から突如として日本から異世界へヒューマン（異世界における一般的な人間とほぼ同意）を救う勇者として召喚される、はずがその異世界の唯一神である女神の「顔が醜いから」というあまりにも個人的かつ身勝手の過ぎる我儘からヒューマンと交わること（交流及び結婚）を禁じられ、勇者としてではなく、汚くて忌わしいゴミとしてこの異世界の果てに捨てられた。
その女神に立ち会う前に出会った真のいた世界の三貴神の一柱、「月読命」の説明によると、真の両親が異世界出身という出自、日本へ向かう際の女神との契約として両親の大切なものをささげるという取り決めがされていたことを知る。女神の横暴さを知っていた月読命よりあらかじめ加護として、女神に与えられるより上回る能力を与えられ、勇者の役割をはく奪されたことで転移先の世界で責務を負うことなく自由に生きる許可まで月読命に与えられた。
月読命の話では、真の元いた世界では神々の加護すら届かず肉体的にも魔力的にも負荷を受けて知らずに鍛錬するような生活を送っていたため、その負荷から解放された異世界では超人とも言うべき能力を発揮できることを保証されているが、同時に無敵ではないという注意もされている。
降りた異世界はまさしく「世界の果て」と呼ばれる荒野であり、人どころか動物、魔獣にさえ会えなかったが、やっとのことで魔獣に襲われたオークの娘に会ったことがきっかけで異世界人との交流が始まる。真の解放された身体能力と、月読命から与えられた加護により、異世界での強大な亜人、魔族、上位竜、魔物に立ち向かい、真の力を認めた上位竜・巴（旧名:蜃）、災厄の黒蜘蛛・澪、リッチ・識と主従契約を結び、主従契約時の変化の法則に従い彼らは真と同じく人（ヒューマン）の姿となる。最初に主従を結んだ巴との契約によって出来た亜空（霧の結界）の中に、真を尊敬し、崇める亜人（オーク、ドワーフ、リザードマン、半人半蜘蛛）を招いて、元の異世界の荒野とは対照的な環境で村を作って発展、一癖も二癖もある主従を結んだ者たちに振り回されながら、異世界での生活を送っていく。
真は続いて、出身地である両親の軌跡を求めて荒野の中の何処かにあるヒューマンの街を探査、人恋しさも相まってヒューマンとの交流を図る。ところが、異世界の価値観ではヒューマンと思えないほどとされている醜い顔と漏れ出す強大な魔力、さらにヒューマンとの共通言語を知らず意思疎通ができないため、ヒューマンの多くは真を恐れており、真の印象隠ぺいを講じた上でヒューマン化した従者を伴った行商として挑むことに。戦争による異常な物価を感じながらその後、一部のヒューマンとは友好を結ぶが、それでも女神の持つヒューマン第一主義が蔓延っているため、ヒューマン以外の亜人は家畜か道具という考えが根強く、ヒューマンと亜人、特に魔族との友好などは難しい状況であった。
ヒューマン偏重主義を端に発した戦争が続く荒廃した異世界で、荒野にたたずむ街と、自然豊かな亜空を行き来しながら、真一同は巻き込まれるように世直しの旅をしていく。

## 登場人物
声の項はテレビアニメ版の声優。

### 主人公
深澄 真（みすみ まこと） / クズノハ・ライドウ / マコト=クズノハ（コミック版・アニメ版）
声 - 花江夏樹
本作の主人公。異世界に来る前は、弓道部副部長の高校二年（17歳）。両親と姉・妹の五人家族で、両親は異世界のケリュネオンという国の貴族と神官であった。両親が結んでいた契約により異世界に呼ばれるも、その容姿から最低限の加護のみ付与され、異世界に放逐されるが、それより前に月読命の加護で補助を施されている。異世界ではヒューマンに不信を与えない様に、クズノハ（葛葉）商会の代表の「ライドウ」という通り名でギルドに登録している。蜃気楼都市・亜空の所有者で住人からは若様の呼称で、クズノハ商会の従業員の何人かからは旦那の呼称で呼ばれる。様々な経験や研鑽の末、現在は異世界のあらゆる種族はおろか女神に勇者として召喚された二人でさえ全く太刀打ち出来ないレベルの力を得るまでに至ったが、そこまでに至る経験から、口では痛みや死を忌避しながらも達観した部分がある。学園都市の非常勤講師として戦闘技術実技を教え、教え子たち七人は学園のトップ7に入る実力に成長させている。最終的には、自身を苦しめた女神に復讐した上で排除し、元の世界へ戻ることを望んでいるが、亜空で暮らす仲間達への思い入れも強い。
元々異世界出身者（ヒューマン）の血を引き、それなりの鍛練を積んでいた真は、異世界では一切の負荷から解放された超人クラスの力（巴曰く、魔力だけでも「魔王数人分」）を持ち、風属性を除いた五属性の魔法を使えるが、自身が受けるのも含めて回復魔法に関する適性がまったくない。冒険者ギルドのレベルは1だが、これは前述の通り、基本的なステータスが大きすぎるためで、得意の弓でも当初は射た際に的を破壊してしまっていた。その魔力は弓の鍛錬に際しての集中法による「意識の拡散と再構成」によって増大を繰り返している。本来生まれもった上限に支配される魔力容量だが、真のように意識を拡散させ再構成するなどという鍛錬は常識の範疇外らしい。幼少時は両親からヒューマンとしての形質を引き継いだ虚弱な身体で、常に死の恐怖が側にあったが、地球世界の魔術士の女性と出会い、魔法属性のラインを繋ぎ直し補強することで回復と風の適性を失くした代わりに身体を強化する道筋を得た。また、弓に関しては鍛錬の結果転移前から一種の境地に至っており、狙ったものには自動追尾するなどして自然と中る必中能力にまで至っている。
異世界に来て以来、ヒューマンから人間扱いされないながらも、ヒューマン共通語を覚えたり、魔力を抑える努力をしたり、顔をマスクで隠したりと、ヒューマンの悪意のある出来事に遭遇しながらどうにか平和的に過ごしていこうとしたが、緊急避難的に亜空に移動させていたヒューマンが手前勝手な理屈で廃棄予定の武器を奪い、ドラウプニルによる暴発事故まで起こして亜空の民に損害を出してもまったく悪びれることもなく逆に自分を非難したことで、自身の見通しが甘すぎたことを自覚。それ以来、直接関わって信を得た者を除いてヒューマンには極めて事務的に接するようになる。基本的に、亜空に迎え入れる住人に関しては巴達の判断に任せているのだが、自分と関わっていないヒューマンを受け入れる事には明らかに不快を示す事があり、巴の判断で迎え入れられたキャロとキーマの姉妹との初対面時も不機嫌な様子を見せ、彼女達からも真から向けられた視線に「目に映る相手に何の興味も抱かない」と内心で評されている。また、巴からも自分の意思に反して起こる変化を極端に嫌悪する傾向があると評され、ライムが巴の眷属になる事で人間である事を捨てた事にも過敏な反応を見せている。
月読命からは、女神の我侭で自身に代わって勇者として異世界に召喚された響と智樹の事を頼まれているのだが、二人との関係はいずれもかなり険悪となっている。リミア王国に召喚された響とは元の世界で通っていた学校で先輩後輩の間柄で、再会時も昔話を含めて会話が弾んでいる事もあったが、自身のクズノハ商会としての行動が逆に世界に混乱をもたらしかねない可能性や、女神を排除した後の加護を失ったヒューマン達の享受について他人事の様にしか考えていない冷淡すぎる姿勢を痛烈に指摘されてしまった結果、決裂。それでもお互いに動機こそ異なるものの、本格的に争う事までは望んでおらず、一定の距離を保つ事にしている。一方、もう一人の勇者でグリトニア帝国に召喚された智樹との関係は最悪その物で、事前に偶然出会っていた巴からの話で既に印象は悪かったのだが、初対面時に高圧的でマウントを取ろうとする傍若無人を通り越した横暴な振る舞いや魅了で女性達を所構わず堕とすだけでなく取引材料の道具として扱っている下劣さ、そして自身を慕う巴をよこすよう脅迫も同然で要求する横暴さに我慢の限界を迎えた結果、激突。彼が再び引き籠もりに陥る程のトラウマを植え付ける形で完膚無きまでぶちのめし、もう二度と彼は勿論、グリトニア帝国そのものに関わる事を拒むまでに至っている。
ドラウプニルの爆発事故以降、物語が進むにつれ、その精神性にも次第に歪みを見せ始める事になっており、作中の様子からも理性のタガが外れかけている展開も少なくない。特に、異世界に召喚されたばかりの自分を差別的に扱ったヒューマン全体の享受に関しては、関わりの深い者以外は冷淡を通り越して無関心な考え方しか見せず、魔族とヒューマンの戦争も第三者として傍観。物資が不足して困っているなら種族に見境無く商売し、これによって戦争がより深刻化し、最悪ヒューマンと魔族が滅びる事になったとしても、「自分と関わりのある者達だけは亜空に保護して放置すれば良い」という程度にしか考えていない。この為、自らの過去を知り勇者として再会した響からは、自らの持つ力やヒューマンに対する過度な差別意識も含め、元の世界にいた時よりも明らかに変質してしまっている自らの精神性を看破され、上位竜のリュカと共に危険視される事になっており、リミアの王都で響との会話では自分のヒューマンに対する視線が、亜人や魔族を差別する視線と全く同じである事を彼女から痛烈に批判されている。また、チヤの心眼能力では、自らの内側に「大きくて奇麗な弓を携えた、全身真っ白な無貌の中に凄く駄目なナニカがいる」と見られており、それらを表面に出さないで欲しいと懇願されている。
界（かい）
月読から与えられた加護によって発現した固有能力。自身の周囲に半球状の可変式領域を作りだす。その領域内では大抵の物ごとを即座に感知できるほか、任意に強化・不可視化といった各種属性付加などを行える。
ドラウプニル
エルダードワーフ謹製の指輪で、試作段階で真の魔力に耐え切れずに損壊したため全力で製作された。魔力を吸収して圧縮し蓄積する作用があり、最初は白色だが魔力を貯めることで赤色に変わる。恐れの原因となる真から駄々洩れ状態の魔力を隠蔽するため両手の5本指全てに装備している。桁外れな魔力をもつ真だから無事というだけで、通常普通のヒューマンなら魔力を吸い尽くされて死ぬ「呪いレベル」のアイテム。
魔力を吸い切った赤い指輪はわずかな衝撃で爆発的な魔力を放出する危険物だが、亜空では魔力の有効利用を研究している。
魔力体（まりょくたい）
ソフィア、ランサーとの戦いから得た教訓「引き出す魔力の底上げと常に身を守る障壁」という条件を両立させた技術。オレンジ色の液体のようなものを形成し、全身を覆う。
「濃密な魔力は物理的な干渉が出来るようになる」という研究理論から編み出した、魔力で形成した動く着ぐるみの様なもの。傍からみると無駄遣い以外の何物でもないが、真の有り余る魔力があってこそ成立する。

### 真の従者
深澄 巴（みすみ ともえ）
声 - 佐倉綾音
本作のヒロインの一人。真の第一の従者で正体は「無敵」の二つ名を持つ上位竜・「蜃」。霧に関する能力を持ち霧の結界の能力の一つとして、相手の記憶を直接閲覧したり物理的に保存できる。真の記憶から時代劇、特に水戸黄門を好み、従者としての服装や武器の趣向もそれらに由来する。真を黄門様、自分を格さんに見立てて行動したがるが、そのあまりの強さから真からは「核さん」と例えられたり、その言動が「悪代官巴」や「悪商人巴屋主人」であるとみられることもしばしばある。ただし記憶閲覧の能力から、相手の真意で行動を起こす役割も併せ持つ。冒険者ギルドのレベルは1,320（2回目は1,340）。
また、その同じく能力の一つである亜空は元々蜃の物で、真との契約で日本の要素を含む村的な物に変化。そこへ、真を慕う亜人を招き、村（蜃気楼都市）を作ることを主導する。眷属のミスティオリザードマン108名も蜃気楼都市の初期参加者。
分体（トモエミニ）
巴の分体。巴を10歳ほどの子供にしたような姿をして、本体に代わって亜空内の探索などをしていたが、正式な命名はされていなかった。
誘い込んだヒューマンの起こした事故によって一度消滅した。
コモエ
先の分体消滅後に生み出された新たな分体で記憶などは受け継がれておらず、真から「コモエ」と命名される。
普段は亜空にて森鬼たちの訓練を担当している。
深澄 澪（みすみ みお）
声 - 鬼頭明里
真の第二の従者で正体は「災厄の黒蜘蛛」と呼ばれる魔獣。捕食という形で空間を削り取る能力を有し、真の従者となるまで空腹からあらゆる物を食い続け恐れられていた。後に、巴が保存していた真の記憶から、アニメや特撮に興味を持つ。好戦的な巴に対し、真との連携で切り開く頭脳派。冒険者ギルドのレベルは1,500。
エルダードワーフを追って亜空へ侵入した際、迎撃してきた真の痛撃に快感を覚え、真の血に甘露を感じる。そのことに嫌悪を感じた真により戦闘不能にされるが、真も気絶。蜃の提案で、気を失っている真と勝手に主従契約を結ばせた。この契約で亜空が広がり黒い森や川ができる。過去において、蜃、魔将コンビ、勇者パーティ等に撃退はされているが、食欲がある程度満たされたことで食事を止めて別方向に移動したに過ぎず、本当の意味で敗れたのは真が初めて。眷属の半人半蜘蛛のアルケー4名も蜃気楼都市の初期参加者。食べる事は今でも好きだが、かつての量第一から質が重要に変わる。自身の手料理を真に食べさせることが生きがいになっており、勇者・響から日本料理の手ほどきを受けた。ただし、勇者とは知らず、自分が撃退された時の記憶もなく、真により満足を覚える前の記憶は、空腹であったことのみでそれ以外は記憶していない。
深澄 識（みすみ しき）
声 - 津田健次郎
真の第三の従者で正体は自ら研究のためアンデッドになった元ヒューマンの「リッチ」。アンデッドになった頃或いはその前の記憶は失われている。森鬼に憑依して、樹刑の力を与えていたが、真に取り憑こうとして敗れる。ヒューマンの上位種と呼ばれ世界を渡ることが出来るといわれる存在「グラント」になろうと願っていたが、巴に真実を告げられる。本来の格としては、主従どころか餌-捕食者の契約でしかなれない存在であったが、真の一時的能力低下の詐術と真の魔力を蓄えた指輪13個を手にすることで、上げ底ながら主従契約を結ぶ。学園都市には、真の助手として授業に参加。真の意向で真が厳しくする役に対して、慰め役を担当。その影響か生徒の能力評価・対応が甘くなっている。
環（たまき）
大黒様、スサノオ様ら神々によって贈られてきた真の第四の従者で、過去にはトウダと呼ばれたことがある。他の従者と違って真からの信頼は不確かで、そのため亜空の外へ出ることを禁じられている。

### 神々
女神
声 - 上田麗奈
この世界の唯一の神たる女神。黄金を背景にし、美に偏執した性格に、月に関連した処女神の記載がある。後者よりアルテミス、ヘカテ―、ルナ辺りに該当する可能性はあるが、言及はされていない。
容姿こそ美しいが、性格は高慢ちきかつ独善的で、美しい物のみを絶対とし、それ以外の者に関しては毛程の価値も見出さない常軌を逸した差別思考の持ち主。創造を行った神である自身に酔いしれ、他の神を見下しているが、一から世界を創った訳では無く、巴によると上位竜や魔獣といった先住者と交渉して「既に存在していた世界」に人間（後のヒューマン種）の住む環境を後から整えたに過ぎないとの事で、「間借り人」か「管理委託人」という方が適切である。神の格としても他神に一段劣るような描写だが、一番の問題である酷すぎる性格や行動により、他神はもとより一部のヒューマン達からすら見限られ始めている。
本来勇者にする予定だった真に対する態度は初対面より「辛辣」かつ「最悪」の一言に尽き、「不細工」、「白鳥成分ゼロのみにくいアヒルの子」と侮蔑した上で、「自分の世界を汚さないよう世界の果てでじっとしていろ」と言い渡し、捨てる直前には「ヒューマンと交わったら殺す」という脅しまでかけている。その癖、自らの寵愛する勇者達が危機に陥ると、自分から関わるなと言っていながら真を探し出し、本人の意思などお構いも無しに無理矢理召喚しては、生き延びる為に戦わざるを得ないよう仕向ける等、完全に使い捨ての便利屋扱いしている。当然、その身勝手極まりない横暴の数々から、最も振り回されている真には忌み嫌われ、当初は「くそ女神」だったが、後に「虫」としか呼ばれなくなっている程。また、かつての上司である月読の事も軽んじている無礼な姿勢もあってか、他の神々からもかなり嫌われているらしく、月読を騙して勝手に自分好みの人間（性格・品性は問わない）を勇者にしただけでは飽き足らず、本来の契約相手であった真に対して行った無責任な仕打ちについても大きく問題視される事になっている。
自らの世界にはヒューマンのみに加護を与え、かつヒューマン同士なら道理より美しい方に加護を与えるという容姿差別を当たり前に思っているだけでなく、魔族や亜人には加護を与えず奴隷・家畜扱いするのは「醜いんだから当然の事」程度にしか思っておらず、その差別思考はヒューマン全体の思想にも悪影響を与えている。異世界において女神の美的基準のみに従って調製されたヒューマンは、善人だろうが悪人だろうが、バカでもダメ人間でも真視点から見ると呆れかえるくらいに美形揃いである。また、基本的に前述の女神による加護を当てにしている為、最低限の戦術もなく過剰なまでにステータスを重視した正面攻撃しか行わない悪癖もある。一方で、ヒューマンから勇者を出さず、外部からわざわざ勇者を召喚している点も含めて自世界の住人が力を付けることを嫌っている面もある等、担当する世界に対し、只管自らの個人的な価値観やエゴを押し付ける事しかやろうとしておらず、結果的にヒューマンとそれ以外の種族達との軋轢は引っ込みがつかなくなるまでに深刻化し、泥沼状態となってしまっている。この為、自らが個人的に選抜した勇者の一人である響からは、そのやり方を完全に疑問視されている。
10年眠って起きたら加護するヒューマンがピンチであったので月読に協力してもらう形で勇者を召喚するのだが、契約によって召喚する予定となっていた真を「容姿が気に食わない」という理由だけで、ヒューマン以外の種族とだけ会話出来る能力だけを与え地の果てに捨ててしまうそして、それに並行して日本から自分の好みに合う容姿の美形2名を誘拐も同然で連れ去って勝手に勇者に任命。彼等には自身の加護を惜しみなく与えた上で、伝言メモのような言葉と追加の一言で、それぞれ筆頭の二大国に渡している。
しかし、一度捨てていながらその後も二度に渡って真を強引に呼び出し、無理矢理な形で協力させたのだが、その後はこれまでの身勝手な行いに激怒した神々によって動きを封じられてしまったらしく、真だけでなく響や智樹も全く連絡が取れなくなってしまっている。
月読命
声 - 前野智昭
真の召喚に先立ち、真へ事前に説明を行った三貴神の一柱。女神と真の両親との契約上、召喚されるのが真でなければ契約内容に該当する真の姉妹のどちらかに話は通しているだろうと言い、真は自分が異世界に行くことに納得し決意する。女神が少しではなく色々問題のあることを事前に告げてはいたものの、真に対する女神のあまりの横暴と仕打ち（同時に、断りも無くこちらの人間2人を連れ去った不作法）に怒り、真に女神を超えると自負する加護を与える。だが、加護を与えた上に、異世界へ送られた真へ交信という無理をしたため、数百年の眠りにつくだろう事と他の神々に真のことを頼んでおくと伝え、連絡は途切れてしまう。
スサノオに女神の不正を伝えることにはどうにか成功しており、これが後に神々の間で大問題を引き起こすこととなる。
スサノオ
真のことを月読命に頼まれた神の一柱で月読命の弟神。この世界の女神を「馬鹿娘」と呼ぶ。
大黒天（シヴァ）
真のことを月読命に頼まれた神の一柱。この世界の女神の馬鹿さ加減に呆れている。真を気に入り「手土産」として何らかの加護を与えたが、それによって別の可能性未来（パラレルワールド）を夢に観るという事態が起きた。
アテナ
真のことを月読命に頼まれた神の一柱。この世界の女神に「ちいときつい説教と首輪」（スサノオ談）を与える為にこの世界へ来た。真らが扱いに困ったチビドラゴンに退化した魔将レフトの体を戻して記憶を消した。真と手合わせをし、他の二人からは真の善戦と称されたが、真にとっては完敗だった。とはいえ、神を相手にして近付ければいい方であり、傍目から見れば善戦したとも言える内容ではある。
サマル
元の世界へ戻る手段『送還の儀式』についてを知る者とされる門。自ら「神」と名乗るが、実際は付喪神と呼ばれる妖怪の類であるため、厳密に言えば神ではない。神を名乗るだけあって横柄な態度は目立つものの、言っている事は苦言ながら割と正論も含まれている。『送還の儀式』について知っているのは事実で、様々な世界に自らの手で召喚させる為の『術式』を撒いており、かつて『原初の世界』と呼ばれる元の世界へ真の両親が跳んだ際にも自らの手で行っている。ただし、『送還の儀式』の発動には1000の生贄を必要とする上に転移する人間本人が同意しなければならず、生贄には強き欲を持つ魂に限られる。この為、『送還の儀式』について知っていたリュカからも「現実的では無い」と評されており、真の両親の場合は『女神の要請』が生贄の魂の代替となっている。なお、真の両親の送還の要請を行ったその女神の事もあまり快く思っていない様で、「あの女神の人形遊びも大概」と酷評している。
『送還の儀式』に関する情報を得てリスクを知っていながら、「生贄には本当に人間の命でなければならないのかを聞く為」という理由の為だけに、真によって軽はずみな形（万が一サマルに暴れられた場合は鎮圧すればいいだけだと、真は安易に考えていた）で亜空に召喚される。当然、真面目に元の世界へ帰還するつもりもないのに呼び出した真の行為には不満を覚えているのだが、一応辛辣ながらも真の質問には答えている。「生贄の代替に魔力で補えないか」、「植物や魔物の命では駄目か」といった質問にも「他人の魔力では魂の代わりになどなるはずがあるまい」、「人か亜人、百歩譲っても獣人までだ」と真の提案を蹴り、「帰還についての情報が黒塗り同然で、だったら千人の生贄についても色々聞きたくなる」という自分の行いを強引に正当化する質問にも、「そもそも儀式を行わなければ良いだけで、尋ねれば答えがあるなど、人の社会ですら成り立たぬ甘い考えであろうが」と吐き捨て、自分を無意味に召喚した罰として、転移はせず亜空にいる住民の中から1000人を生贄にする事を宣言する。そんな中、真がかつて女神の要請で原初の世界へ送ったヒューマン2人の息子である事に気付き、親子共々罵った結果、逆上した真と激突。予想以上の脅威的過ぎる力を持っていた真を相手に劣勢となるや自らの能力で逃げようとするが、真によって引き戻され意識だけはあるが一切力を使えない唯の門にされてしまった。

### 亜空の住人
エマ
声 - 早見沙織
本作のヒロインの一人。ハイランドオークの娘（17歳）。初対面で真に助けられ、最初に真と話した亜人。魔法の才能があり、初歩の魔法ブリットを真に伝授した。蜃への生贄に決定されていたが、真が蜃を打ち負かして以降、他のハイランドオークの住人ともども真に従える。親からは真へ嫁がせるつもりでいるが、真としては回避したい意向。後に、亜空へ移住すると官僚的な亜空の指導者の一人となり、自由人である巴ですら従うほどとなる。真の従者である上位亜人と比較すると温厚で対等に接してくれている。
ベレン
声 - 辻親八
鍛冶に長け、伝説・神話級の作品を作ったという伝承を持つエルダードワーフの一族で、その中でも腕の良い部類に入る。ヒューマンによる略奪・搾取を避けるために、ヒューマンが容易に近づけない荒野に住むが、鍛冶の材料や食料の入手、更には外敵に襲われる等の苦労をしている。基本的にヒューマン、女神や魔族に対しては関わりを持ちたくないと考える。災厄の黒蜘蛛に襲われ、ある意味芸術品ともいえる武器類も喰われ、絶体絶命のところを、真、蜃に助けられる。巴が日本刀を作らせたいという私情もあったが、亜空と云う安全な土地を提示され、同族の長老を説得し、一族をあげて亜空へ移住する。当初は真の従者を見て真は女神が使わした存在かと長老が意見したが、真が猛烈に否定したため信頼を得る。巴の二本差し、ライムの日本刀、識の杖など取り敢えず使えるレベルの物は作るが、将来真や巴の実力に見合う業物を冶つのが夢。
ルグイ
声 - 北沢洋
エルダードワーフ。真の魔力を抑える装備を開発している。エルドワの中では使う者を選ぶ偏った研究をしており、変わり者と呼ばれている。
ハルナ、アキナ、ホクト、ミナト
声 - 佐藤恵（ハルナ）、大久保瑠美（アキナ）、手塚ヒロミチ（ホクト）
澪の眷属であるアルケーたち。名前は漫画版で付いた。当初は無口だったが、それまで使う必要のなかった言語に不慣れだったためで、共通語や日本語を修得してからはハルナは戦闘、ミナトは各種研究活動、ホクトは大工仕事と忍者修行、アキナは澪と共に料理研究を行っており、人間態への化身時には澪を真似ていた和装から洋服に切り替えている。
ヒューマンの姿に化身できるため、蜃気楼都市として区画分けされた内部で来訪者を迎えて案内する役を持ち回りで務めている。
アクア、エリス
声 - Lynn（アクア）、田中美海（エリス）
「森鬼（もりおに）」と呼ばれる亜人の少女。ロッツガルドのクズノハ商会店員で集客の一助ともなっている名物店員。アクアはともかく、エリスはやたらとメタな発言をすることが多い。
モンド
声 - 大塚明夫
森鬼の青年でアクア、エリスの師匠。リッチ（後の識）に取り憑かれていたが、その影響で森鬼の中でも失伝していた「樹刑（対象を樹木に変える呪い）」を発現していた。
リディ、マーサ
声 - 虎島貴明（リディ）、田中美海（マーサ）
巴の眷属であるミスティオリザードの戦士。ロッツガルドにおける戦術講義の実践訓練で相手役「アオトカゲくん&アオトカゲくんツヴァイ」として参加する。

### クズノハ従業員
ライム・ラテ
声 - 八代拓
ヒューマン。元ツィーゲの筆頭冒険者でレベル201。冒険者たちの兄貴分として、駆け出し冒険者の仕事を囲い込んでしまうレンブラント商会への嫌がらせのため、その妻子に呪病を掛ける者と手を組む。薬の材料を調達した商会の二人を襲撃したが、短剣を折られ配下ともども巴に一蹴される。ライム本人は呪いは数年眠り込む程度のものと騙されていたこともあり、許されて冒険者を引退することでレンブラントとも和解する。後にその時折った短剣の代わりに日本刀（エルドワ製試作品）を預けられ、巴に鍛えられることで密偵になることを承諾し、表向きにはクズノハ従業員になることを受諾する。
グリトニアの勇者・岩橋智樹の「魅了」に惑わされて不覚を取り、肩を貫かれた際に巴の血肉を分け与えられ、彼女の眷属となる。調査の過程でリミアの勇者・音無響のパーティに協力し、一定の信頼を得ている。

### 真の友好者
パトリック=レンブラント
声 - 井上和彦
ツィーゲ随一の商会・レンブラント商会の代表にして、実質的ツィーゲの支配者。親馬鹿、夫馬鹿で妻子には甘いのだが、報われない展開も少なくない。妻子を救ってくれた真に対しては、新しくできた（末の）息子の様に見守りつつ、真に本当に敵対する者には容赦しないつもりでいる。
かつては外道鬼畜の類で、金、恫喝、殺戮等あらゆる非道な手段を駆使してツィーゲの支配者となっていった経緯を持つ。娘シフ、そしてユーノが生まれてからはやや丸くなったものの、金、恫喝等は今でも普通の手段としている。記憶を巴に覗かれ、過去の殺戮、呪術者の殺害やその関連を知られているが、巴が誰にも話さないため、知られたという事実もレンブラントは知らない。
真の活躍によって妻子達が呪病が治療された際は歓喜しているが、調子に乗って彼女達が呪病に侵されていた時の光景を絵画にしてしまった事で早速3人からの怒りを買ってしまい、タイミングの悪い事に手違いで真をロッツガルド中央学園の非常勤講師として推薦状を用意してしまった結果、モリス共々三人に成敗されてしまう羽目になった。
その後、シフとユーノの二人が真にゾッコンとなってしまった結果、呪病の治療から間もなくしてあっさりロッツガルド中央学園に復学し真の受け持つクラスの生徒になってしまった事を嘆いており、手紙で真に娘達が自分の元へ顔を見せるよう懇願しているが、事前に察知していたリサによって「相手にしなくて良い」と妨害の手紙を送られてしまっている。しかし、自身を気遣う真の計らいで、娘達は夏休みの後半に帰京する事になったが、当の娘達からは無視される事が確定している。
モリス
声 - 佐藤正治
レンブラント家の執事で真が羨むほど有能である。元冒険者で、レンブラント商会の裏仕事を実行していた。今は家中の事を主に行っているが、裏仕事の采配もしているパトリックの腹心。
最近では老化による視力の衰えが来ているのだが、それが原因で真を学生ではなく非常勤講師として推薦状を作ってしまった。タイミングの悪い事にパトリックが調子に乗って妻子達が呪病に侵されていた時の光景を絵画にしてしまった時に発覚し、パトリック共々三人に成敗されてしまう羽目になった。
リサ=レンブラント
声 - 佐藤恵
パトリックの妻。リサはパトリックのツィーゲでの立ち上げ時には、別の街にいたが本人達はつきあっていた模様。パトリックの裏の面はモリス同様知っている。
とある呪術師によってレベル8の呪病に侵されていたが、真が提供した素材で作った秘薬で救われる。しかし、調子に乗った夫が自分達三人の呪病に侵されていた時の光景を絵画にしてしまうだけでなく、恩人である真に手違いで真をロッツガルド中央学園の非常勤講師として推薦状を用意してしまった事も知った結果、娘達二人共々パトリックとモリスの二人を成敗した。
シフ=レンブラント
声 - 花守ゆみり
レンブラントの夫妻の長女。美しいブロンドのロングヘアでスタイルのよい美少女。以前は持ち前の器量の良さや社交性を悪用し、ロッツガルド中央学園において問題児となっていたが、呪病の治療後は異世界の美意識において最低と言える程外見が変わっていた経験もあってか、価値観が大きく変わり、見た目よりも内面を意識するようになる。一方、真に対しては妹のユーノ共々ゾッコンとなっており、レンブラント家の影響力を利用して威圧し、真に取り入ろうとする女子生徒達が近づけない様にしている。
レベル8の呪病に侵されてロッツガルドの学園を休学中に、母共々真が提供した素材で作った秘薬で救われる。学園復学後には真の講義を受け急成長し、夏休み中においても講義を受けようとするのだが、父・パトリックから帰ってきて欲しいとせがまれた事から、真からは「夏休み後半に絶対帰郷する事」を条件にされ、その腹癒せに帰っても父親を無視しようとしている。また、呪病の件以降は女神への信仰心や神殿に疑問を抱く様になっていた事から、「女神への賛美」を省略した魔法の詠唱にも強く興味を持っており、学園祭では覇者（個人総合優勝）となるほどの魔術師となっている。
ユーノ=レンブラント
声 - 稗田寧々
レンブラントの夫妻の次女。姉に比べるとボーイッシュな外見をした美少女。姉共々ロッツガルド中央学園において問題児となっていたが、呪病の治療後は異世界の美意識において最低と言える程外見が変わっていた経験もあってか、価値観が大きく変わり、見た目よりも内面を意識するようになる。一方、真に対しては姉のシフ共々ゾッコンとなっており、レンブラント家の影響力を利用して威圧し、真に取り入ろうとする女子生徒達が近づけない様にしている。
レベル8の呪病に侵されてロッツガルドの学園を休学中に、母姉共々真が提供した素材で作った秘薬で救われる。学園復学後には真の講義を受け学園屈指の実力者に急成長し、、夏休み中においても講義を受けようとするのだが、父・パトリックから帰ってきて欲しいとせがまれた事から、真からは「夏休み後半に絶対帰郷する事」を条件にされ、その腹癒せに帰っても父親を無視しようとしている。また、呪病の件以降は女神への信仰心や神殿に疑問を抱く様になっていた事から、「女神への賛美」を省略した魔法の詠唱にも強く興味を持っている。学園祭では真の教え子同士を当てられた為一回戦敗退。後に澪主導の特撮スーツを着て前衛としての能力を身に着ける。
リノン
声 - 二ノ宮愛子
姉のトアに連れられベース・絶野に住んでいる少女（10歳）。姉が冒険者として稼げなくなり借金から娼婦にされたため、どうにかしようとしていた所を付け込まれて筆頭冒険者のスパイとなり、盗みなどの悪事を働かされていた。姉と違って家の復興等はあまり積極的でない。
漫画版では真から家計簿など効率的な計算を習い、金にルーズな姉に代わって家の財布を握り、ツィーゲにパーティのホームを購入する計画を立てている。
トア
声 - 久保ユリカ
絶野ベースに住む冒険者。職業は「闇盗賊」。容姿は真の高校弓道部の後輩「長谷川温深（はせがわ ぬくみ）」に髪・瞳の色以外はそっくりの容姿。かつて先祖が「無敵」のふたつ名をもつ上位竜・蜃に挑んださいに携えていた神器と謳われた短剣を取り戻し、一族の名誉を挽回するために世界の果てと呼ばれる荒野に来た経緯を持つ。国ではそこそこの実力（レベル120）であったが、強さの次元が違う荒野では通用せず、仲間や武器・防具を失いつつも何とか依頼をこなせる事もある駆け出し程度の冒険者だった。
借金で武器・防具を整えて荒野にはいったが、武器・防具を失い借金を返す当ての依頼も未達成で首が回らなくなる。借金のかたとして薬漬けの娼婦にされ荒くれ者達の玩具となったが、扱いの過酷さに早々に壊れて使い物にならなくなり、最後は非道な実験のモルモットとする為に薬で動く事も出来なくされていた。真達に助けられた際に澪によって回復され、薬漬けだった身体は元に戻った。その際に壊滅した絶野からツィーゲへと移ることになった。現在は、巴らの戦闘技術指導の修行がてら荒野で冒険者の依頼をこなすことで、ヒューマンに蔓延するステータス頼りなただの力押し一辺倒の戦い方から脱却。パーティーはツィーゲ筆頭の存在となる。
漫画版では金にルーズで何かと無駄遣いが多いという困った一面が描かれている。
ハザル、ルイザ、ラニーナ
声 - 新祐樹（ハザル）、鎌倉有那（ルイザ）、北守さいか（ラニーナ）
トアと同様に囚われていた冒険者で、救出された後は彼女とパーティーを組む。職業はそれぞれ「アルケミーマイスター」「ブレスガンナー」「神官騎士〈土〉」。ツィーゲに移ってからトアとパーティを組む。
ハザル（ヒューマン・男）は、真に頼まれてレンブラントの妻子に掛けられた呪病を治療する秘薬作りを行ったが、せっかく作った秘薬を不用意に扱い落っことすとかなりのドジ。ルイザ（エルフ・女）とラニーナ（ドワーフ・女）は漫画版で名前が付いた。
巴らの指導により、メンバー各々に向いた戦い方や役割を意識しそれを生かした戦術を身に付ける。
ジン=ロアン、イズモ=イクサベ、アベリア=ホープレイズ、ミスラ=カズパー、ダエナ=セブルス
声 - 新祐樹（ジン=ロアン）、橘龍丸（イズモ=イクサベ）、小坂井祐莉絵（アベリア=ホープレイズ）、菅原慎介（ミスラ=カズパー）、山口智広（ダエナ=セブルス）、関ありあ（幼いジン）
ロッツガルドで学ぶ学生。臨時講師となったライドウ（真）の戦術講義と訓練を受け、学園でもトップクラスの実力の持ち主となる。
エヴァ=アーンスランド
声 - 井澤詩織
亡国から再興されたケリュネオンの初代・国家元首で、ルリアの姉。ロッツガルドで司書として働いていた。ウェーブの掛かった空色のロングヘアが特徴の知的な美女であるが、妹に比べると胸が慎ましく、それを見た真に内心比べられた際は、静かながらも怒気を浮かべる程気にしている模様。回復魔法を行使する事は可能だが、血を見るのは非常に苦手で、凄惨な光景を見れば気絶してしまう程。10年前に魔族によって滅ぼされたケリュネオンの貴族・アーンスランド家の出身で、真の両親の顔を知っていた。実家も祖国も滅ぼされた後は、むざむざと生き残った事を縁者を始めとする周囲に責められ迫害されながらも妹のルリアと二人で支え合って生きていたが、いつの日かアーンスランド家とケリュネオンを蘇らせたいという思いも抱いていた。しかし、途方もない夢を叶えるにはどうしても莫大な支援と、「ステラ砦」と化した祖国を解放する為の力が必要となる為、魔が差してしまう形で反女神教の末端構成員となってしまい、組織に取り入る事で夢を叶えようとしたが、想像以上に非道な実態を知った事で関わってしまった事を後悔し、引き返せない状況に悩んでいた。
実技試験のみで臨時講師に採用された真が有益になると思い反女神教に報告するのだが、その後組織の拠点である廃墟に立ち寄った際、組織を嗅ぎまわっている中でルトに返り討ちとなっていたライムを状況も分からないまま介抱しようとした結果、駆け付けた組織のメンバーによって裏切りと誤解され、共に地下牢で幽閉されてしまう。しかし、目を覚ましたライムや異変を知って駆け付けてきた真、識によって助け出され、その後は反女神教や結託している暗殺ギルドから匿われつつ、自身の生い立ちや真の両親の詳細、反女神教の黒幕に関する情報について打ち明け、莫大な報酬と引き換えにロッツガルドに潜む反女神教の壊滅を依頼している。黒幕であったブライトの死後は、その方が安全であからと司書を復職。約束通り、アーンスランドに存在する隠し財産を報酬として提供するが、真からはそれを断る代わりにお薦めの本を紹介する事になり、学園司書の意地に賭けて彼が飛びつく様な本を探すことを決心している。
クズノハ商会の活躍によってステラ砦が陥落した後、真と交わした「契約」から夢にまで見たケリュネオン再建の兆しが見え始める事になり、「ヒューマンと亜人が共存できる国家」として再起する事になったケリュネオンの国家元首に選ばれる。これを機に、常識を捨ててどんな現実に直面しても非常識と思う事をやめようと思っていたのだが、真の常識はずれな素性を色々と知り、エマを始めとする亜人達から農作物の生産計画やら税率等、様々な指導を受ける事になる等、ある意味では反女神教以上に想像を超えた環境に振り回され、ヒューマンの国作りの常識が通用しない状況、毎日一時間しか就寝出来ない過密スケジュールに四苦八苦している模様。しかし、夢の実現に一役買ってくれたのが他ならぬ真達である事も理解している事から、彼等と同じ基準で動けるようになろうと日々努力している。
ルリア=アーンスランド
声 - 広瀬ゆうき（ルリア）
ロッツガルドの飲食店である「ゴテツ亭」でウェイトレスとして働く少女で、エヴァの妹。ウェーブの掛かった空色のセミロングヘアが特徴の美少女であるが、姉に比べるとかなりの巨乳である。本質的には明るく心優しい少女でエヴァとの姉妹仲も良好であるが、過去に起きた悲劇の経験から、他者への警戒心が強い。10年前に魔族によって滅ぼされたケリュネオンの貴族・アーンスランド家の出身で、その縁でホープレイズ家のイルムガンドとは旧知の間柄であった。実家も祖国も滅ぼされた後は、むざむざと生き残った事を縁者を始めとする周囲に責められ迫害されながらも姉のエヴァと二人で支え合って生きてのだが、心に受けた傷は大きく、陰りを見せる事が多い。その為、度々強引に言い寄ってくるイルムガンドの事も拒絶している。姉が反女神教の末端構成員に魔が差してしまう形でなってしまった事については何も知らなかった模様。
旧知の間柄であるイルムガンドとその取り巻き達にしつこく絡まれていた所、ロッツガルドに訪れたばかりの真と識の二人に助けられ、最初は警戒心を抱きつつも、自分の働いている店を紹介し、店に来たらお礼をする事を約束している。それ以降は、真と識が足を運ぶ度に笑顔を見せて出迎えている等、気を許す様子を見せていき、来なくなった時には寂しそうな様子も見せている。そんな中、またしてもイルムガンドにしつこく言い寄られるが、クズノハ商会の所属する森鬼のアクアとエリスの二人に助けられている。
クズノハ商会の活躍によってステラ砦が陥落した後、既に亡国となったケリュネオンが「ヒューマンや亜人の共存する国家」として再興する事になった上に、姉のエヴァが初代・国家元首へ就任する事になった事実に驚愕。自らも姉を支えていきたいという願いから、食料面において貢献する事になる。

### 真達の敵対者
ミルス=エース
声 - 手塚ヒロミチ
荒野に最も近い絶野ベースの筆頭冒険者でレベル444。ただしこのレベルはあるものの体液を使った改竄で、巴、澪のレベルも改竄だと思い込む。弱い者から奪う、娼婦は薬漬けで、使えなくなったら人体実験と、あくどいことをしていた。リノンを使って真たちをスパイにしたため、逆にリノンに姉を助けてくれと依頼され、巴、澪の襲撃（手加減の練習）でアジトどころかベースごと壊滅させられる。
デレク
声 - 左座翔丸
ミルスの配下の冒険者。裏ではトアの借金を方にリノンを脅迫してスパイや盗みなどあくどいことをさせていた。トアを救出にきた巴と澪の襲撃でミルスと共に倒される。
復讐の呪術師
声 - 虎島貴明
ライムを半ば騙した形で手を組み、レンブラントの妻子をレベル8の呪病に掛ける。パトリックに捕らわれ拷問死となるが、得られた情報は入手困難な特効薬によってしか救えない事実を残す。更には、特効薬の匂いを嗅ぐと被術者は狂暴化しそれを破壊しかねないという念の入りようであった。その理由は、20年程前に恋人であった女性が、ツィーゲのハンザ商会代表を継ぐために彼と別れた。その女性は寂しさからもあり、格下であるレンブラント商会の代表パトリックと恋仲になり、男女の関係を持つ。だがパトリックにとっては、男女の関係は持っていても、彼女は自分がのし上がるための踏み台でしかなく、折をみて彼女と共に旅程にあるハンザ商会一行を全員殺害し、涙を演じながらハンザ商会を吸収合併するという悪辣さを発揮した。それを知った彼は呪術師に転職して復讐を図ったというのが事の始まりにして真相だった。
ソフィア=ブルガ
声 - 沢城みゆき
レベル920のヒューマン筆頭の女性冒険者。「竜殺し」の異名は上位竜・「ランサー」の別名「御剣」を殺したことによる。
本来の目的は自分の能力（ヒューマン扱いされない）の元になった先祖である上位竜ルトへの復讐である。そのため一時的に魔族側に付いたが、突然現れた真に重傷を負わせ、ランサーと共に真と闘うが、真が抑えていた魔力を全開にしたことで途中からダメージを与えられなくなる。高空からの墜落死を狙うが真の反撃（複数の「赤くなったドラウプニル」仕込みの全力ブリット）により周辺の両軍ごと壊滅的な被害を受けて痛み分けとなる。
ランサー
ソフィアのパートナ。上位竜を参照。
イルムガンド=ホープレイズ
声 - 伊東健人
リミア王国貴族の次男坊で、オズワールの弟。ロッツガルドで学生をしており、自国に召喚された勇者・響に憧れから、彼女の力になりたいという一心から自己鍛錬に励んでいた。しかし、非常にプライドが高い上に虚栄心の強い性格で、自尊心が傷つく事への拒絶感から目上以外の人間には横柄な態度を取りがちになったり、同じホープレイズの名字を持つアベリアにも差別的な態度を向ける等、器の小ささも目立つ。名家出身の影響か数人の取り巻きを従えている。響とは王国の貴族の義務を思い出させようと活動する一環で出会い、彼女の掲げる理想に共鳴して卒業後には勇者の力になる事を目指し勉学に励んでいたとされている。兄のオズワールからは愛され、響からも「私の理解者で、大貴族では珍しく領民の事をきちんと考える事が出来ていた」と高評価されていたが、巴からは響の評価を理解した上で「儂等の目に映ったイルムガンドは、腐敗しきった醜悪な貴族の姿そのものであった」と評されている。
ロッツガルドで、旧知の間柄であるルリアと再会し、半ば強引に迫る行為を繰り返していたのだが、心に傷を負う彼女からは拒絶されている。そんな中、取り巻きを引き連れて乱暴にルリアへ言い寄っていた所を見兼ねたライドウ（真）と識の二人によってあしらわれ、その後、彼らがゴテツ亭でルリアと交友関係を結ぶのを目撃し、さらには自身の通うロッツガルド中央学園で講師をしている事実を知った結果、ルリアに関する嫉妬心の入り混じった反感を持つ様になる。また、この頃より自らの実力不足に焦りを覚えていた事で、自身に接触してきたヒューマンに扮した魔族から能力を強化する為の「薬」を受け取ってしまい、服用する事で能力を強化させるも、同時に自制心を失っていく事になり、ライドウと識の二人を中央学園から排除するという過激な考え方まで見せ始め、彼らの受け持つクラスの面々にも過剰な敵意を抱く様になっていく。
ライドウへの腹癒せから、合同実技の授業にて彼の受け持つクラスの生徒であるアベリアとの模擬戦で痛めつけようと目論むも、手加減された上で敗北を喫してしまう事になる。この結果、ライドウ達への逆恨みを更に加速させ、より形振り構わない形で「薬」の服用による強化を行うようになり、同時にホープレイズ家の力を使ってギルドへ圧力をかけたり、リミアの商会を利用したクズノハ商会への嫌がらせ等、あの手この手でライドウやそれに関わる者達への攻撃活動に出る等、もはや勇者に憧れ理想を目指していた頃の純粋な面影は完全に無くなってしまう。学園祭のトーナメントでは姑息な裏工作まで行うも、あえなく敗退。そして「薬」の副作用によって変異体となる形で暴走してしまい、ジン達7人に倒された際に不定形の肉塊になりながら正気を取り戻すが、最後はそれを知られない内に澪に処分された。死後、取り返しのつかない過ちを犯す形で破滅しその光景をリミアの国王まで目の当たりにした事から、「魔族に加担して討伐された逆賊」という汚名を背負う事になり、その事実を知った兄のオズワールは衝撃を受けた。

### ツィーゲの街
シトラス
声 - 山口智広
ライム・ラテの仲間の魔術師。ライムと共に秘薬を誂えたライドウを害そうとするが仲間は巴に倒され、逃げようとした彼はライドウによって顔面を擦り剥くケガを負った。
イレイン
声 - 前田玲奈
ツィーゲの街で娼婦の恰好で真（ライドウ）に接触し篭絡しようとしていた冒険者。彼に接触したのも彼経由で澪や巴に取り入り澪たちのPTとして絶野の素材を手に入れ、それを換金し良い装備を揃えて剰えそれに伴うレベルアップまで画策をしていた。
その後も真達を付けていたためアンブロシアに関わるひと騒動に巻き込まれる形で、蜃気楼都市に入る。そこでエルダードワーフ達が保管していたドラウプニルを含めた廃棄予定の武器（エルドワ視点では失敗作）を盗んだことによりドラウプニルが爆発し同じく案内されたヒューマンの中で唯一生き残り、最後は真が初めて直接手を下し死亡する。彼女らが起こした爆発事故が真のヒューマン嫌いの原因になる。
マルコム
声 - 土田玲央
イレインの仲間。
ネリエ
声 - 古賀葵
イレインの仲間。

### ティナラクの森
ニルギストリ
声 - 樫井笙人
森鬼の村、長老代表でかつて巴に血の涙を流して請い願い、森鬼の集落に無限結界を張っていた。
アドノウ
声 - 武内駿輔
ニルギストリの息子で魔族と通じていたため真と契約前の識に殺される。

### 勇者
契約によって召喚された真に容姿を理由に徹底的なダメ出し（という名の侮蔑と扱き下ろし）をした女神が、好みの容姿だからと誘拐も同然で勝手に召喚した日本人。魔獣と戦える体、魔族を凌ぐ魔力を始めとした特典を与えたというが、真の例でも分かる通り地球世界で育った者は異世界では全ての負荷から解放され高いステータスを発揮するため、実際には大した加護は与えられていない（それでも、異世界のヒューマン達よりはずっと強力）。それぞれの理由により、真とは対照的に元の世界へ帰る意思を完全に無くしている。
音無 響（おとなし ひびき）
声 - 加隈亜衣
真の高校の3年生で剣道部に所属する美少女。容姿端麗。成績、部活は全国レベル、満場一致で生徒会長に選出されるなど優秀だが、当の本人は何でも「出来てつまらない」と贅沢な考え方をしていた。巴には「本人の才覚と若さもあって努力すればこの世界では何でもできる、できないのは当人の努力不足と考えるなど視野が狭い。努力ではどうしようもない環境や才能のない者に対して無理解」と評されている。しかし同時に、「こちら（異世界）でもこつこつ積み上げて、挫折したり失ったりしながらも、現実を己の望む姿に変えようともがいている」と智樹よりは勇者として期待されてもいるのだが、肝心の真と主義主張が相容れない事を残念にも思われている。また、上位竜のルトからも、面白みが無いと思われつつも勇者としての可能性を高く評価されており、ゆくゆくはヒューマン側の王となり、亜人等も含めた種族を超えた国家を建国するかもしれないまで予想されている。
勇者として女神によりリミア王国に召喚される。魔獣と戦える体、魔族を凌ぐ魔力、人を惹きつけるカリスマ、闇を退け魔力を高める作用も持つ銀帯を与えられた。また、この銀帯はオオカミの姿をした精霊の姿となったり、響自身の身体との融合に近い形でアマゾネスの様な戦闘形態にもなる。
智樹とは対照的に勇者としては真っ当に活動しており、初対面の時の会話のやり取りから、異世界に召喚された後は女神に対して早くも疑念を抱いている。女神によって広められた歪んだ思想が原因でヒューマン達の間で亜人や魔族に対する過剰な差別意識が広まっている事実は真と同じく良くは思っておらず、その是正なども提言している。しかし、ヒューマンや亜人、魔族の間に起きた歴史についても冷静に調べていた結果、ヒューマン側に都合が良すぎる内容も把握しつつ、一朝一夕に解決する問題ではない事も理解しており、「この差別問題を解決するには、まずヒューマンと魔族の間で起こっている戦争を終結させ、リミアの貴族至上主義を改革しグリトニア帝国を外交で抑えねばならない」と現実的な形で解決方法を模索している。一方で、魔族側のヒューマン側への戦争問題に関しては「迫害に対しての抵抗」であると理解しつつも、同時に「魔族側もまた地道な獲得権利を目指す形でヒューマン側とロクに歩み寄ろうとはせず、武器を取って戦争でしか解決しようとしなかった」という事実から、魔族側にも十分な非があると中庸的な結論を冷徹に下している。一方で、仲間の一人であるナバールを魔族に殺された事から、彼女を死に追いやった魔族のイオへの復讐の念に囚われている事を本人も自覚している。
リミア王国に召喚された後、自称・騎士のベルダ、宮廷魔術師のウーディ、傭兵のナバールの三人とパーティーを組み、後に大量のコボルトに襲われていたローレル連邦の巫女であるチヤを救う形で初の戦闘を行い、苦戦しながらも何とか勝利。その際、自身に憧れを抱いたチヤが半ば強引に加入する形でパーティーは完成しているのだが、図らずもその後、まだ「災厄の黒蜘蛛」であった澪と遭遇し、敗戦している。だが、魔族との本格的な戦いとなるステラ砦攻略戦の中で、敵の魔将・イオの行使した女神の加護を無くす術により加護の恩恵を受けられなくなり、同盟を組んでいたグリトニア帝国の勇者である智樹が我先に逃亡した結果、完全に窮地へと陥ってしまう。しかし、姉の様な存在であったナバールが自らの命と引き換えに自分達を逃がした事で、勇者としても人生においても初めて大きな挫折を経験する事になる。その後、強くなろうと決意して模索している中、かつての敗戦を迎えた「黒蜘蛛」であった澪と正体を知らずに遭遇。その後も浅からぬ因縁を持つ事になった。
ロッツガルドにて「ライドウ」を名乗っていた真と再会を果たすも、智樹と対照的に元の世界で彼と同じ学校の生徒として交友関係があっただけに、現在の真が以前とは別人に等しいレベルで異常な力と精神性の持ち主となっている事に早くから気付いている。特に、ヒューマンという種族自体に冷淡で強い差別意識を持っている上に亜人と魔族を混同視する事で無意識的に魔族のヒューマンへの戦争を「弱小側である魔族のヒューマンへの革命」であるかの様に見ている発言、殺人に対する抵抗感さえ無くなっている事には強い不安を抱いていた。その後、ソフィアに殺されて転生した上位竜のリュカから真の危険性を明確に警告される事になり、このまま彼の力が成長すれば、世界が一致団結しても全く勝ち目がない事を聞かされて愕然。「戦争に関与させず、平和の中へ封じる」という提案を受け、真との直接の手合わせによってもはや戦いにすらならない事も痛感し、ヒューマンと魔族の戦争の終結への協力の要請にも真から拒絶された結果、一定の距離を取りつつも彼の機嫌を損ねないようやっていくしかないと判断する。
ウェブ版補足の「extra」では真の師匠筋の剣術家にも「自身の強さ（個人の武力）に価値を見出しておらず、自分より強い相手とは戦おうと（正確には自分の力で勝とうと）しない」と言われた。また、武道界に影響を持つ人物によって真の部活仲間（息吹正宗）の許婚にされかかっていた。
岩橋 智樹（いわはし ともき）
声 - 新井良平
中学3年生で引き籠もりの少年。日本人ながら非常に優れた容姿を持つが、精神的に幼く自分本位な性格。他者への依存心が非常に強く、自身を召喚した女神の言葉にも何の疑いも持っていない。運動は中の中、成績は中の上で、やろうと思えばもっと上位を目指す事も可能なのだが、本人はこつこつとした努力を嫌っており、楽な方法で良い思いをする事しか考えていない。親の頼みでモデルのバイトをしていたのだが、そのため女子にはモテ、男子にはやっかまれていた。本人は自分の容姿や才能に無自覚で、気安く付き合える友人を大事にしていた。しかし、数少ない友人との間に齟齬が生じて、自宅で引き籠る事になっていた。
勇者として女神によりグリトニア帝国に召喚される。魔獣と戦える体、魔族を凌ぐ魔力、人を虜にする魔眼（魅了）、空を駆け癒しを与える銀靴を与えられ、（帝国にある）あらゆるレベルの武器を使いこなす。更に召喚の際の折衝で、銀髪に金銀妖瞳の容姿や夜（月の出ている間）には死なない効果を追加で得る。しかし、魅了の力は同じ女神の加護を受けた響やチヤ、巴に対しては効かず、むしろそれにより彼女らに悪印象を与えている。なお、魔族や女神への復讐への妄執に取り憑かれているリリによって、寿命を縮める副作用のある強化薬を食事に盛られる形で服用させられ続ける事で、自らの身体能力を強化させられている。
しかし、高い能力に加えてどんな武器でも使いこなせる反面、元々のメンタルの弱さから、美男子の外見に反して中身は幼稚そのもので、勇者としての行動・実績に関しては共に（笑）と付けられる程度の存在となっており、魔物や魔族との戦いもRPG等のゲーム感覚でやっている。召喚されたばかりの時にまだ大人しく良識も持ち合わせていたのだが、魅了の力を使って堕とした女性達と次々肉体関係を持っていき、魅了を免れていたリリにも良い様に持ち上げられる形で利用されていく内にどんどん増長していった。その結果、誰も反対しようとする者がいなかった反動からか、ステラ砦攻略作戦の時期には同じ勇者である響に対してもマウントを取ろうとしたり、些細な事で癇癪を起こし易くなっている等、もはや手が付けられないまでに傲慢で自己中心的な暴君と化し、普段の言動も幼稚かつ支離滅裂で、女神の加護無しでは自ら戦おうという気概も無く無能を晒している。パーティーのメンバー以外で魅了で落とした女性達の事は半ば奴隷扱いしており、特定の男達に協力させる為の道具として宛がってまでいる等、下劣な人間性まで見せ、中には妊娠してしまった女性までいる事から、その噂を聞いた響からは心底嫌悪される事になった。上位竜のルトからも、「英雄である自分に酔っていて、それを守る為に自分も含めて容易く犠牲を払うから、長生きは出来ない」と酷評されており、巴からも皮肉を込めて「人間らしい勇者」と評された上で「力を欲しているが、その為の努力は望まず、所属する小さな会社で立ち回るための努力すらも怠って捻くれた。同情の余地も無く、なるべくしてなった敗者、落伍者の類」とまで徹底的に否定された。
真がロッツガルドへと向かっていた時期、リリやモーラを連れて行動していた際に偶然にも巴、ライムと遭遇。二人の持っていた武器に興味を持って魅了で従わせようと考えたが、上位竜であった巴に通用するはずも無く、ライムに掛かっていた魅了の効果もたやすく解除されてしまう。その結果、ライムの一言に逆上して彼に重傷を負わせて巴から、邪な劣情を向けていた事も含めて「救いようの無い屑」と唾棄されるも、一応真から聞かされていた勇者であった為に見逃される事になった。しかし、この一件以降、巴の事を「最高ランクのレアキャラ」と称し、玩具を欲しがる子供の様に執着を見せ始めるようになり、後に真がグリトニア帝国にまで訪れて初対面した際には、半ば隔離したに近い状態で自身が調教した貴族令嬢の女性達数人と引き換えに巴を引き渡すよう脅迫する。だが、横暴な態度や下劣な行いから真が素直に従うはずもなく激突し、自身の想像をはるかに凌駕する彼によって完膚無きまでぶちのめされ、クズノハ商会とグリトニア帝国の交渉をぶち壊してしまう。その後は、再び引き籠もり状態に陥る程のトラウマを刻み付けられていたが、尚も巴に対する未練がましい執着心と真への逆恨みを募らせた結果、リリに縋りつく形で、魔族を使った人体実験で得た邪法により、竜召師やテイマーといった魅了の強化に繋がる因子を始めとした様々な因子を自らの身体に取り込んでても、気に入らない奴全てを殺し、欲しい者の全てを手に入れようと考えるまでになる。

### リミア王国
ベルダ=ノースト=リミア
声 - 沢城千春
第1王子。涼やかな顔立ちをした自称「騎士」の美青年で、基本的に性格は真面目であるのの、ややお調子者な面も目立ち、それが原因で失敗する事も少なくない。召喚された勇者・響に一目惚れし、彼女とパーティーを組む為の勇士候補達の中に紛れ込む形でパーティーを組んでいる。ただし、紹介文の「騎士団からの期待の新人・ベルダ」という内容から、響からはあからさまにコネであると見られていた。防御主体の剣技を身に着けており、パーティー内では後衛であるウーディやチヤの護衛を担う事が多い。コネもあるとは言え、パーティーメンバーに選ばれただけあって騎士として一応それなりの実力を持ち合わせているが、妹のヨシュアからは努力を認められつつも凡才であると指摘され、担がれる形とはいえ「王」としての血筋はある事から次期国王として動くことを求められている。王族だけあってか、政治的知識もそれなりにあり、ローレル連邦の巫女であるチヤが響とパーティーを組みたいと懇願した際には、リミア王国とローレル連邦の政治的軋轢になり兼ねないと危惧していた。魔族とも取引を行っているライドウ（真）の行いには「ヒューマンへの裏切り行為」と激怒している。
響と共に行動する中、次第に彼女やウーディに実力が追い付かない状況となっていき、自らの防御主体の剣技も強力な魔物の前では通用しない展開もみせる様になる。そして魔族との二度目の激戦後、王都が直接襲撃を受けた事態により、これまでは自身の行いを黙認していた国王の父からも後継者として立ってもらう事を望まれる様になり、武力ではなく政治で響を支えるべきだと主張するヨシュアとの激しい言い争いの末、自身に代わる響と組む存在が既に用意されている事実を明かされ、愕然とする。
ウーディ
声 - 村井雄治
宮廷魔術師の男性。礼儀正しく女性に違わぬ美貌を持った美男子。「移動砲台」の二つ名を持ち、響に引けを取らない魔術師としての才を持ち合わせており、パーティー内では参謀格も担っている。意外にも妻帯者である。
ステラ砦での敗戦後、ナバールの死に立ち直れずにいた響を心配し、「武器の新調」を名目にパーティーを連れて移動するが、図らずもこの一件がかつての「災厄の黒蜘蛛」である澪と遭遇する切っ掛けとなった。
ナバール
声 - 小清水亜美
傭兵である褐色肌の女性。基本的に男勝りな性格であるが、面倒見の良さも持ち合わせている。女ながらも「銀髪鬼」の二つ名を持つ並の男性では太刀打ち出来ないレベルの実力と才を持った女傑である。勇者と持ち上げられながら本格的な戦闘経験の無い響の事は足手まといにしかならないと感じていたが、彼女の剣の師として共に過ごしていく内に妹の様な存在となっていき、響にとっても背中を預けられる掛け替えの無い存在となった。
勇者と共に戦う傭兵達が集められる場にて、リミアに勇者として召喚された響が見るからに小綺麗な少女であった事から戦闘に全く慣れていないことを察し、いち早く抜けようと考えていたのだが、自分が集められた傭兵達の中で最も強いと看破した響により、「私と組めば思う存分魔族と戦えるし、下手に断ればリミアにも居辛くなる」と誘惑と脅迫を使い合わせた要求を受けた結果、半ば根負けする形でパーティーを組む事を承諾。彼女の剣の師を務めつつ、様々な戦いを潜り抜ける事になるも、まだ「災厄の黒蜘蛛」であった澪との戦闘で重傷を負う事になり、敗戦しているが、何とかパーティーメンバーは生還している。しかし、その後のステラ砦の奪還を賭けた戦いで、魔将の一人であるイオの行使した女神の加護を無効化させられてしまった上に、リミアと同盟を組んでいたグリトニアの勇者パーティーが怖気ついて逃走してしまった結果、窮地に陥ってしまう。この結果、自分以外のメンバー全員にそれぞれ重大な役目があると悟り、響らを逃がすべく自身の命を糧にして限界以上の身体能力を発揮する禁呪である「薔薇の欠片（ローズサイン）」をウーディに施してもらい、単身でイオと激突。最後は彼を巻き込んだ自爆により戦死するも、イオを倒すまでには至らなかった。その復讐の為に、響は魔族との戦争はイオを倒し徹底的に追い詰めるまで止める気は無くなってしまう。
ヨシュア
声 - 木南亜莉沙
対外的には第2王子とされているが、実は女性で母は平民。基本的に温厚だが、冷徹なリアリストとしての側面も持つ。異母兄であるベルダからも「自分よりも王に向いている」と言われているが、平民としての出自故に王位に就く意志は無く、あくまで政治家として活動しており、王位継承権も自ら破棄している。由緒正しい血統を継いだ異母兄のベルダが、騎士として響のパーティーに居続ける事には難色を示しており、彼が不断の努力で実力を磨いていた事実は理解しつつも、王の血統以外を除けば武における才が無い事も理解している為、素直に王位を継承して、政治によって彼女を支えていくべきだと考えている。学園祭の際にライドウ（真）に女性と知られるが、口約束の秘密を守ったライドウには一定の信用を持っている。しかし、同時に彼の擁するクズノハ商会が国家レベルの力を持ちながら戦争に興味が無いどころか、ヒューマンや亜人だけでなく戦争を仕掛けてくる魔族にまで支援を行っているという戦争を徒に長引かせない行いには頭を抱えているが、一応彼等の支援を受けて自国が助かっているのも事実な為、当面の対応は響に任せる事にしている。
二度目の魔族との戦いにおいて自国民を利用したテロも同然の戦法で王都に多大な被害が出た事で、現在の国王である父親が今後も存命出来るかどうかも危うくなった結果、父親の意向もあって、ベルダに対しこれまで以上に強硬的な姿勢を取る形で正式に王位の後継者になる事を要求。激しい言い争いをする中、既に響の実力がベルダとは段違いとなっており、同時にライドウや彼の従者である三人（巴、澪、識）のいずれかと戦っても太刀打ち出来ない事実を突き付け、更にはベルダに代わる新たなパーティーメンバーも用意している事を告げている。その後、重傷を負ったホープレイズ家の長男・オズワールを密かに回収し、彼を盾にする形でアルグリオを隠居させ、更には後を継いだオズワールに自身の送ったハニトラ要因を兼ねた貴族女性6人を送り込み、ホープレイズ家を自分達の支配下に置こうと腹黒い策略を立てる。だが、クズノハ商会の介入により、オズワールは6人全員を妻に迎え、仲が良好になればホープレイズ家を中心とする7つの家系が王家の影響力をも超えてしまう可能性となってしまい、更にはメイリス湖に棲んでいた上位竜のリュカが浄化されたナイトフロンタルに引っ越す事態にまでなった結果、ショックのあまり空笑いをせざるを得ない事になった（響にも、ヨシュアの方の失策であると指摘されている）。
アルグリオ=ホープレイズ
声 - 前田弘喜
王国内でも指折りの有力貴族。間接的にとはいえ次男・イルムガンドの死因となったクズノハ商会が王国を訪問した際、個人的私怨から自領の通過時には意図的にぞんざいに扱い有能な暗殺者を複数放ったが、真本人が刺客に気づく以前に全員澪に返り討ちにあっている。そのことを理由にヨシュアに隠居を強制され、彼女の出自を種に交渉するが戦場で傷ついた長男を盾に取られて隠居を受け入れた。しかし、自身がクズノハ商会の実力を見誤っていたことに気付かされたと同時に、クズノハ商会はヨシュアや響の味方ではなく中立の存在であることに着目し、ヨシュアへの意趣返しとしてホープレイズ領内に何百年も前から存在する精霊が死に絶えた不毛の魔境であるナイトフロンタルを、新王都用地として王家に献上するという名目でクズノハ商会に現地調査を依頼。結果としてナイトフロンタルはクズノハ商会によって即座に浄化され、ずっと無価値だった領内の土地に新王都が移転することで王国内におけるホープレイズ家の影響力が格段に向上することは確実となった。
良くも悪くも筋金入りの貴族で、貴族未満の女性との間に生まれた子は手切れ金を渡して母子共々放逐し、血縁を利用しようとした者は全員処分している。ロッツガルドでの真の生徒であるアベリア=ホープレイズも庶子の一人である。
オズワール=ホープレイズ
ホープレイズ家の長男で跡取り。イルムガンドの兄。無能という訳ではないが父親の命令には逆らえない。弟のイルムガンドとの仲は良好であったようだが、それ故に彼が国家反逆罪も同然の行動に出て死亡してしまったという事実にはショックを隠せず、受け入れられずにいた。
魔族との戦争で右腕を欠損する傷を負い、意識が戻らないまま毒に侵された状態で城に収容されており、これをヨシュアによって政治的に利用されてしまう事になる。クズノハ商会から提供された薬と魔法の併用で腕は再生し回復するが、意識を取り戻した後にイルムガンドが魔族側に加担して死亡したという話を聞かされ、想像以上の内容に大きなショックを受ける事になる。この心の隙を突く形で、ホープレイズ家を完全に支配下へ置こうと目論んだヨシュアが世話役兼花嫁候補として7人の貴族女性を送り込むが、そのうち1人もしくは2・3人が選ばれれば成功と目論んでいたヨシュアの予想に反して全員と結婚（本妻と6名の側室）。これにより、彼からの扱いが悪かった花嫁候補を王家陣営に取り込もうとしていたヨシュアの計画はご破算で終わる可能性が出てきた。

### グリトニア帝国
リリ=フロント=グリトニア
声 - 中原麻衣
第2皇女。美しい容姿を持つが、10年前の魔族侵攻から母親を失った結果、女神の存在に対して疑問を感じるのと同時に激しい憎悪を抱き、内面は狂気で染まっている。魔族だけでなく女神への復讐を誓っているが、女神の加護に頼らない戦術・戦略を模索し、人体実験まで実行するなりふり構わない戦力強化を行っている等、人間性が半ば破綻した状態となっている。智樹に対しては勇者として利用する為に魅了されたふりをしており、元の世界における智樹の人間関係についても「甘ったれた考え」と内心では軽蔑し、寿命と引き換えに身体能力を強化する薬を食事に混ぜる形で服用させている等、完全に復讐の道具として利用している。しかし、智樹本人のメンタルにムラがある上に、別の勇者である響やライドウの方がより強大な力を持っていることから、彼女らに乗り換える事も検討していたが、この二人が自分の言う事には絶対に従わないだろうと確信した結果、自身への依存が強い智樹こそが最も駒として相応しいと認識する事になっている。ただし、現在は魅了の対抗策によって自我を保っているものの、智樹の自身への依存心が強まる事で自身への束縛力が強化され、いずれは自身も魅了に溺れる可能性が出ているのだが、その前に取り返しが付かなくなるまで全てを終わらせてしまえば良いだけだと考えている等、破滅的な結論を出している。
智樹がグリトニアの勇者として召喚された後、マッドサイエンティストとされる研究員に智樹の魅了の能力を調べさせ、自身を含む皇族はそれの対抗策を施して自我を保っており、それらに関する実験を終えた後、研究員は研究所ごと口封じに抹殺している。その後、ステラ砦攻略作戦の際は、魔将の一人であるイオによって女神の加護を無効化されただけであっさり撤退した情けなさに呆れつつも、今後も彼を戦力として利用すべく、支えとなるかの様に振る舞っている。その後は、智樹から聞かされた「銃」を帝国の技術で再現しようとしているが、思った以上に開発は難航。その為、銃に用いる「火薬」その物の研究へとシフトを変え、魔力を利用した「爆弾」を開発し、それを智樹の魅了と併用しようと目論んでいる。
ロッツガルドで変異体や魔族の襲撃があった後、クズノハ商会の責任者である真が訪れる事になるのだが、巴の身体を狙っていた智樹が真を脅迫して一悶着を起こした結果、返り討ちに遭った上に今後クズノハ商会との取引が実質的に不可能となってしまう。しかし、この事で智樹が塞ぎ込んだ事により却って取り入り易くなった結果、巴を手に入れて真に復讐する為に智樹は形振り構わない形で力を得ようとし、結果的に自分の思い通りに事が運ぶことを確信。智樹を打ちのめした真に感謝する事になった。
ギネビア＝スレーシャ
声 - 渡部紗弓
グリトニア帝国最高位の騎士・ロイヤルガードを務める女性。
モーラ
声 - 月城亜美
ドラゴンサマナーという竜を使役する能力を持つ少女。
ユキナツ=カズサ
声 - 笹本菜津枝
グリトニア帝国で研究者として働く女性。

### ローレル連邦
チヤ＝ハヅキ
声 - 田村奈央
勇者である響のパーティの一員で、ローレルにて重要な立場である「巫女」。生まれてから巫女になる為の努力を続けてきた経緯から、幼いながら戦争でも通じてしまう程の高レベルの結界と治癒魔法の使い手となっている。対象の本質的な部分を観通す「心眼」の能力も持つが、まだ覚醒したばかりであるが故に、心眼で見える情報の正確に分析は出来ずにいる。響の事を姉の様に慕っており、彼女の事を「響お姉ちゃん」と慕っている。国家の象徴として扱われている反面、自身がただの「お飾り」に過ぎない事を自覚しており、その事に対する不満や鬱屈を抱いている。半面、自らの迂闊で軽はずみな行いが原因で、国の名誉を汚してしまう事も理解しており真に対し失礼な態度に出てしまった際も、後にちゃんと謝罪している。
ローレルの巫女としてリミアに訪れる事になった際、コボルトの大群に襲撃されていた所、出迎えに来ていた響のパーティーに救われる。この事で響に強いあこがれを抱く様になった結果、自身の髪を切り落とし半ば脅す形でパーティーに加入している（ローレル連邦本国に知られれば、リミア側がチヤに何か危害を加えたのか誤解される可能性が出てくる）。以降、リミア王国を拠点に響達と共に様々な戦場で活躍している。
変異体や魔族によるリミア王国王都への襲撃騒動後、覚醒させたばかりの心眼をコントロール出来る様になった事で王都へと戻り、王都に訪れた真や澪、ライムと対面するのだが、心眼の能力によって以前会った事のある澪がかつて戦った「災厄の黒蜘蛛」であった事実に気付き、そして真の内側に秘められた「大きくて奇麗な弓を携えた、全身真っ白な無貌の中に凄く駄目なナニカ」というあまりに異質な内面に恐怖し、悲鳴を挙げて気絶してしまう事態となる。目を覚ました後、響に対して真とは「戦うのも仲良くするのも絶対に駄目で皆の中にいて良い人じゃない」と強く主張。一方で真にも再び対面し、出会ったばかりの件を謝罪した上で自らが心眼で見た内面について語り、それを表には出さないで欲しいと懇願する。
その後、真や澪、ライム達と共に呪われた土地とされる「ナイトフロンタル」の調査をする事になるのだが、真によって土と火の最上位精霊であるベヒモスとフェニックスを生贄も無しで召喚した事に愕然（三校にすると、水の最上位精霊で「信仰心」を好むウィナルデを召喚させるには、時の巫女が犠牲にならなければならない上に、準備自体にも国家が数年単位で行わなければならない）。この事に理不尽ささえ覚えてしまうのだが、ベヒモスとフェニックスからは精霊への畏敬や信仰を高く評価され、またナイトフロンタルに足を踏み入れた事への称賛や祝福として、図らずも双方からの加護を与えられ、水、土、火の三体の最上位精霊の加護を得るという幸運を得てしまう事になった。しかしその後、リッチの更なる上位種となるネビロスとの戦いでは、カウンセリングの影響によって何も出来ずにいた挙句、自国のローレルが「精霊支配」という危険な力を持ってしまった日本人の空木構作と由依の親子を拒絶して耕作がネビロスと化す遠因になったという暗部を知る事態となってしまう。そして真達の活躍によってネビロスが浄化された結果、ナイトフロンタルが「シャトーユイ」という本来の姿へと戻るに至るのを見届ける事になり、リミア王国への帰還後、真を含むクズノハ商会の圧倒的な力を目の当たりにしながらも、彼等が単に世界の脅威という訳では無い事実に気付き、自分だけが見える物に捕らわれていた事を反省。特に真に関しては、響よりも先に出会っていたらどうなっていただろうかと逡巡するまでに至り、別れ際に由依から聞いた真に関するカウンセリングの内容「コレハヒトデスカ？」と聞かれた事を胸の中に留めておく事、そして彼が必ず苛烈な道を進む事になり可能な範囲で助力して欲しいという頼みを聞き入れる事にする。なお、この一件でローレルの教えを鵜吞みにしてしまう事にも疑問を抱き、シャトーユイに関する歴史を個人的に調べる事にしている。
カハラ=サイリツ
声 - 近藤玲奈
ローレルの要職に就く女性で、チヤにとっては育ての親。心眼によって真を極度に恐れていたチヤとは対照的に、強大な力をもつライドウ（真である）とは良好な関係を築こうとしている一方、彼が自国の繁栄を決定づけてきた異世界人「賢人」ではないかと考え、取り込む事も考えている。

### 学園中央都市・ロッツガルド
シナイ
声 - 三野雄大
神殿の準司祭。
ザラ=ハーディス
声 - 伊丸岡篤
商人ギルド・ロッツガルド支部代表。レンブラントとは旧知の間柄。
エステル
声 - ニケライ・ファラナーゼ
娼館長。巨乳で姉御肌。

### 上位竜
ルト
声 - 松岡禎丞
「万色」の二つ名を持つ、最上位の上位竜。今は男だが、300年ほど前までは女性だった。自分が男でも、女でも良いからと真にモーションを掛け、真からは変態扱いされ、女性従者二人からは警戒される。現ギルドマスター・ファルスでもあり、冒険者ギルド創設者にして初代マスター。竜殺しソフィアの先祖で、ファルスとしては公式にはソフィアの父扱いになっている。巴と共に自身の娯楽を優先して活動し、異質過ぎる力を持った真に積極的に協力しようとする姿勢には、真面目な性格をしたリュカの激怒を買う事になっている。
蜃（巴）
真の従者を参照。
ランサー
声 - 斉藤壮馬
「御剣」の二つ名をもつ上位竜の一体。リミア王都襲撃の際に識と戦い敗れ殺される。後に卵として再生し、グロントに預けられる。
グロント
「砂々波」の二つ名をもつ上位竜の一体。グリトニア帝国の「白の砂海」という砂漠を根城にしている。
リュカ
「瀑布」の二つ名をもつ上位竜の一体。上位竜の中では生真面目な性格。同じ上位竜であるルトや巴（蜃）とはあまり仲が良くなく、自分達の娯楽を優先して他の迷惑を全く顧みない二人の身勝手な振る舞いには相当腹に据えかねていた模様で、上位精霊であるベヒモスやフェニックスとも不仲である。基本的に自身を含む上位竜は人や亜人の諍いに介入したりはしないのだが、リュカの場合は世界そのものが滅び兼ねない程の「未曽有の危機」が訪れた場合に自重を捨て去る責任感の強さも持ち合わせる。女神によって召喚された日本人の中でも、本作で起きているヒューマンと魔族の戦争を終わらせて、ヒューマンの意識改革を目指そうとしている響の志には感銘している。逆に異常な力と精神性を兼ね揃えた真の事は危険視しているのだが、下手をすると世界そのものを滅ぼしかねない力を持つ事もあってか、力づくで彼を排除する乱暴なやり方までは望んでおらず、極力戦争には関わらさず「平和の中へ封じ込める」という穏便な解決手段を望んでいる。最も理想的なのは『送還の儀』で元の世界へ帰す事としているのだが、こちらの場合は本人が承諾しなければいけないだけでなく、1000人もの人間を生贄にしなければならないという難しい条件があり、巴達従者が納得しない可能性も十分にある為、現実的では無いと判断している。
ソフィアに殺されて吸収されるが、彼女の死後に卵として再生。ルトの依頼で本拠であるメイリス湖にて孵化した。本来、竜の再生後は生前の記憶を受け継がないはずであったが、ソフィアにその力を吸収されていた為か、ソフィアの死までの状況を覚えていている。この結果、ソフィアと対峙した真の異常な力と精神性を危険視する事になり（ついでに真を焚き付けるかの様な煽り行動に出ているルトの度が過ぎる暴走と、自分の娯楽を優先して真に仕える巴の無責任ぶりに激怒してもいる）、響と接触して真の中に眠る危険性を訴え、可能な限り戦争には関与させず平和の中へ封じ込める事を要求する。
しかしその後、真の記憶を覗いていたルトや巴によって自身に記憶がある事を知られてしまい、ナイトフロンタルへの調査に向かう中、過剰に警戒し『送還の儀式』に関する情報を教えた自身を記憶消去の為に再度殺そうとしてきた巴と激突。圧倒的過ぎる力を持った彼女の前に殆ど太刀打ち出来ず、殺されかけた所を真によって制止される形で救われ、邪魔ならば誰であろうが容赦無く殺すだろうという彼への警戒と矛盾した展開に複雑な心境を抱く（ソフィアの中で見た真の行いの数々を見れば警戒するのも無理の無い部分はあった）。そしてナイトフロンタルにおけるネビロスの浄化後、「シャトーユイ」としての本来の姿が取り戻された結果、その奇跡に大きく貢献した真への認識を改め、ナイトフロンタルへと棲み処を移して守護し続ける事を約束するのだった・
ドマ
「夜纏」の二つ名をもつ上位竜の一体。ソフィアに殺されるが、卵として再生。再生前の記憶があることをルトや巴に知られ、記憶消去の為に再度ルトによって殺される。
アズマ
「紅璃」の二つ名をもつ上位竜の一体。ソフィアに殺されるが、卵として再生。再生前の記憶があることをルトや巴に知られ、記憶消去の為に再度巴によって殺される。
フツ
「天竜ルト」と対をなす「地竜」だが、一般には疎かルト以外の上位竜にさえ知られておらず、「はじまりの冒険者」達には知られている。ローレルの民には一部存在こそ知られているが詳細は知られていない。
事実はルトとある男を独占しようとして争い、博愛を宥すルトに敗れ存在ごと黄泉平坂の向こうへ追いやられる。後に真やアズともに訪ねて来た巴にその力を譲り渡す。

### 魔族
ゼフ
魔王。優秀な者を生かすためならば弱者の排除も厭わない魔族の掟を進んで認めており、それに対し何ら負い目を感じていない。一度は過酷な地に追いやられた魔族を大勢力にのしあげた実績もあり、力を信奉する魔族や亜人からの信望は厚い。
モクレン=カズサ
魔将。見た目はほぼヒューマンの男。
ロナ
声 - 藤井ゆきよ
魔将の一人。高い魔力も持ち合わせているが、基本的に諜報と工作を得意としている。目的の為に平然と人を傷つけたり殺そうとする残虐さや悪辣で冷酷な手段も辞さないといった極悪非道さの持ち主で、空気を吸う様に嘘も平然と吐く。魔族の中では角を持たない珍しい魔族で、この事が激しいコンプレックスとなっているのか、「角無し魔族」と呼ばれる事を激しく嫌っており、呼ばれると殺気が剥き出しとなる。リッチ時代の識と面識があり、かつては情報のやり取りをしていたが、何度も利用されては面倒事に巻き込まれていた為、「女狐」と評されてかなり悪印象を持たれている。ロッツガルド中央学園での潜入時、イルムガンドを始めとする学生達に接触して、能力を強化する代償に自制心を失いやがては怪物も同然と化す「薬」をばらまいた張本人でもある。理由は不明だが、家名を捨てている。
「カレン=フォルス」と名乗って（実在している人物で死亡した彼女の戸籍を乗っ取っている）、世界全体を揺るがす騒動を起こすべくロッツガルドに潜入しており、イルムガンドを始めとする生徒達に「薬」をばらまく中、女神への反抗を目論むテロ組織である「反女神教」の調査も行い、利用価値があれば同盟を結ぶ事も検討している。ロッツガルドへの潜入時、亜人寄りの顔をしたヒューマンで実技試験のみで臨時講師に採用されたライドウ（真）を不審に思い、自ら生徒に成りすます形で接触。しかし、あっけなく正体を見破られてしまう事になり、識も交えた三人での話し合いの末、ロッツガルドで非道な人体実験を行っていた反女神教勢力を潰す為、識に警戒されながらも一時的に協力する事になる。しかし、実技試験中の真を襲撃した暗殺者との関与があった試験担当官（組織そのものとは無関係）に対し暴力的な尋問を行ったり、亜人嫌いでクズノハ商会に妨害工作を行っていた反女神教と繋がりのある神殿の司教を無断で殺害してしまう等、強引で非道な手段を行使し続け、更に識とライム達の間に確執を起こすかの様な物言いまでする等、悪意のある振る舞いからライム達の反感を買っているが、首謀者がブライトである事を突き止めている。しかし、肝心のクズノハ商会に関する情報はロクに得られず、それどころか自分達の方が盗聴されている事実に気付き、止む無く一度魔族領へ戻る事にした。
イオ
声 - 楠大典
魔将の一人で、その中でも最強格の実力者。2対4本の腕をもつ男。部下に対する情に厚く、ヒューマンであっても強者には敬意を払うが、その上で魔王に仕える軍人の立場を優先する事が出来る。礼節をわきまえないヒューマンの事は嫌悪し、名乗りも上げずにいきなり攻撃を仕掛けた智樹に対しては、「ヒューマンらしい勇者」と皮肉を言っている。
ステラ砦の攻略戦にて響と智樹の勇者の連合軍を迎え撃ち、女神の加護を無効化させる術を行使した事で、智樹のパーティーを撤退に追い込む事に成功（イオ本人にとっては、逃げ出してしまう事までは想定外だったが）。残る響のパーティーを相手にした戦いでも、全力を出した事で追い詰めていくのだが、響達を逃がす為に自らの命を糧にした「薔薇の欠片（ローズ・サイン）」で自らの身体能力を極限にまで高めたナバールと激突。彼女が最後に発動させた自爆に巻き込まれたが、かろうじて生き延びている。死後、自らの命と引き換えにしてでも仲間を守ったナバールの雄姿を称え、その名を覚えておく事を誓っており、自らとの戦いによってナバールが死んだのを機に、響は魔族を徹底的に追い詰めるまで戦争を辞めない事を決意している。
レフト
声 - 長谷川芳明
魔将。変異竜と呼ばれる存在。カウンターや攻撃の反射を得意とする。かつてはイオの副官だった。

## 設定・用語

### 国・地域
単行本の巻頭に掲載の世界地図によれば、本作の舞台となる地域は南北に細長く伸びた日本列島に類似した形状をしているが、佐渡島に相当する島以外は地続きとなっており、四国・九州を取り巻く海峡に相当する部分は山脈で区切られている。北海道に相当する部分、九州に相当する地の果ては人跡未踏の地であるため、陸地の南北は地図では雲に覆われ地形は描かれていない。陸地の東西にある海を隔てて別の陸地があるのかも定かではない。
亜空
真と巴の契約で生じた領域で世界とは別の空間。最初に、ハイランドオーク、エルダードワーフ、ミスティオリザード、アルケーが住人となる。真の魔力の増大で領域が拡がり、真やエマの許可で入居する種族は増加中。真か巴の意思で出入りは可能で、この世界の女神（程度）では存在さえわからない。亜空での品物をそのまま直接外部に売る場合のリスクを考え、クズノハ商会で扱う品物の認知度を上げる目的で定期的に部外者を迷わせるように呼び込んで土産を持たせて印象を広める「蜃気楼都市」としての活動を行っている。
緊急避難で呼び込んだヒューマンが事故を起こしてからは隔離した区画内に来訪者を呼び込む形になり、接触する者も一定以上の実力者のみに限定した。
スサノオ、大黒天、アテナの3柱は自力でこの亜空に入り、真と友好的に話し歓待を受ける。
魔族支配領域
東北地方北部辺りに該当し、極寒で作物が育たない地域。この地域から脱する為に、女神が眠っていたことでヒューマンへの加護が無くなった事を活かし侵攻を開始する。当時五大国の1つで、最も女神への信仰の篤かった国とその衛星国家を滅ぼし、その半分の地域を支配下に入れる。魔王は統治を優先するためにそれ以降は侵攻をせず、外交（対亜人）・諜報を主体とした活動を行っている。10年ぶりに女神が目覚め、慌てて勇者を召喚した事の対策として、女神の加護を無効にする使い捨ての技術を開発し再侵攻を開始する。
リミア王国
東北地方日本海側南部から北陸に位置する。四大国のひとつで、勇者響を擁する四大国の上位国。王はもちろん宰相等も世襲制で、国家の運営は無能な者が行なっているのが現状。勇者響の近くで接する者はその影響で、王、王子、ホープレイズ家次男イルムガンドなどは、その現状を打破した国作りの必要性を認識し行動しつつある。
グリトニア帝国
東北地方太平洋側南部から関東・東海に位置する。四大国のひとつで、勇者智樹を擁する四大国の上位国。後述の宗教国家・エリュシオンの滅亡から女神の存在に疑念を抱いており、リリ皇女が主体となって人体実験を行い、それは勇者智樹にさえ及んでいる。
アイオン王国
北陸・近畿北部・中国地方に位置する。四大国のひとつで、国外へ赴く商人を諜報に積極的に利用する国。真が最初に訪れた大きな街ツィーゲもアイオン王国に所属していた。諜報に使われる事を嫌った真は、ツィーゲに店を構えるのではなくレンブラント商会に間借りした。
ローレル連邦
東海・近畿南部・四国に位置する。四大国のひとつで、四大国では唯一連邦国家であり巫女が統一の要。過去において日本人が「賢人」として国の重要な部分を担っている。氏名の多くが日本人的な名前であるが、「賢人文字」と呼ばれる漢字は国の極限られた上位の者しか知られていない。
ロッツガルト
四大国に対し均等になる外交を持つ独立した学園都市。学園の卒業生が各国で重要な戦力として招かれる（就職）為、学生はエリートとして扱われるが、真が感じる学生達の実力は荒野の冒険者や亜人たち比べに大きく劣るものでしかない。
エリュシオン
東北地方北部にかつて存在した五大国の一つ。女神への敬虔の篤い宗教国家。女神の睡眠により加護が失われた10年前に、魔族の侵攻により滅亡。主要地域は魔族に占領される。
ケリュネオン
エリュシオンを宗主国とした属国のひとつ。魔族軍の前進基地として「ステラ砦」が設置されていたが亜空勢によって陥落し、国家として再建が始まる。
地の果て（荒野）
九州に位置する。その北部は荒野と呼ばれ、冒険者が集い一攫千金の魔物討伐、資材収集の機会が多い為、冒険者のレベルが高い事は各国に伝わっている。冒険者ギルドに寄せられる仕事は過剰で、成功率は低く失敗により失われる命も多い。ツィーゲより3つ目の街・絶野は巴、澪の二人により壊滅したが、荒野の危険さを知る者にとってそれは不自然な事とは思われていない。ヒューマンによる迫害、搾取を避ける為、不毛な地にも拘らず荒野に敢えて住居・村落を構える亜人も少なくなかったが、生活する場としては苦しい場所であり、亜空への移住は喜んで従う者が多い。南部はヒューマンはおろか亜人もほとんどおらずどれだけ広大か不明の地域。

### 言語
共通語
ヒューマンたちが使用する言語。学習することで巴や澪を始め亜人にも使える者が存在する。ただし、ヒューマンの場合は生誕後に神殿に詣でるうちに話せるようになる。このことを聞いた真からは「語学じゃない」と言われた。当然ながら話せるようになる際の個人差も「女神の贔屓」によるもの。
理解
女神が真にダメ出しをして世界の果てに放逐する際に「お情け」で与えた能力。「ヒューマンの使う共通語以外の言語」を文字通り理解し、ヒューマン以外の種族となら問題なく意志疎通を行える。各種魔術言語も日常会話レベルで使えるほか、亜人のみならず魔獣の類とも会話できる。
真は共通語の読み書きまでは習得したが発音だけはできなかったため、言霊の極みを得るまで共通語は「筆談（魔術で空中に文字を書く）」でコミュニケーションを取っていた。
言霊の極み
王国、帝国の両首都を襲撃した魔族軍から「勇者を助けろ」と女神から命じられた際に「共通語が通じるようにしろ」と取引して与えられた。
大黒天曰く、本来は限られた聖人にのみ与えられる「悟り」に相当する物で、本来は俗人に与えられる物ではないが、女神は一部を削除することで真に押し込んだ。与えられた時点でも真の受け入れることのできる限界ギリギリの容量だったが魔力容量を増やすことで解決可能とのこと。
コモンチャント
一般に知られる魔術詠唱言語。下位の古代言語で習得することは比較的容易だが、魔力を1で済むのに10消費しているなど効率はかなり悪い。漫画版では呪文内容にも具体性の欠如や無駄な重複があるほか、精霊に働きかけるこの世界の魔術には無関係な女神に対する余計な修飾・賛美の言葉が多い。
ノーブルチャント
攻撃魔術特化言語。扱える者は学園都市でも稀で、使える冒険者は一流の魔術者とされる。
グラフチャント
コモンチャントの上位汎用言語。扱える者は学園都市でも稀で、使える冒険者は一流の魔術者とされる。
ウェアードチャント
ノーブルチャント、グラフチャントよりも上位の古の詠唱言語であるが失われた部分が多く、ロッツガルトで分かる者はいない。ごく限られた研究者以外では、ミスティオリザードが使っているくらい。
フォルカチャント
コモンチャントが使える者ならば詠唱可能で、ウェアードチャントより少し上位と言える。ただし、一度使うと以後女神の祝福を一切失う禁忌の言語である。
ロストチャント
威力は高く詠唱時間も短いが、魔力消耗が激しく継承が難しかった。これの劣化版をエマは使用し、真はこれのオリジナルに近いものを改造して使っている。エマも逆に真からオリジナルに近いもの教わり使い始めた。

## 制作背景
著者は『異世界迷宮でハーレムを』『理想のヒモ生活』など「小説家になろう」に投稿された作品を読み、それらのいいとこどりをしながら本作を執筆している。また、『アルカナ・オンライン』などのデスゲームものやVRMMORPGものからも影響を受けているという。
著者が本作を執筆しようと考えていたころには未来的な題材を扱った作品が多かったことから、それに逆行して「古さ」を取り入れるために自身が学生時代に読んでいた「GS美神 極楽大作戦!!」のようなギャグとシリアスを織り混ぜつつ、横島忠夫のような美形ではないキャラクターを活躍させたいという考えから、真が不細工として扱われる設定となった。また、本作の構想は前述の「古さ」を取り入れるという発想から膨らませていったが、その過程で著者自身が時代劇が好きだったことから、時代劇が好きなキャラクターを作ろうと考えた。ただ、高校生に時代劇を趣味とさせるのは厳しいので異世界ヒロインの趣味とすれば問題ないと考えから巴の設定が誕生し、「巴をヒロインとして出せば話が書けそうだ」と思ったという。
web連載版は2021年9月より終章が開始されたが、翌年以降はほとんど掲載されなくなっており、2022年に2回、2024年に1回更新されたのみである。

## 既刊一覧

### 小説
- あずみ圭（著）・マツモトミツアキ（イラスト） 『月が導く異世界道中』 アルファポリス、既刊21巻（2024年6月25日現在）
  - 1. 2013年5月28日初版発行、ISBN 978-4-434-17953-2
  - 2. 2013年10月3日初版発行、ISBN 978-4-434-18369-0
  - 3. 2014年2月4日初版発行、ISBN 978-4-434-18860-2
  - 4. 2014年6月2日初版発行、ISBN 978-4-434-19324-8
  - 5. 2015年2月10日初版発行、ISBN 978-4-434-19771-0
  - 6. 2015年5月30日初版発行、ISBN 978-4-434-20673-3
  - 7. 2015年9月3日初版発行、ISBN 978-4-434-20960-4
  - 8. 2015年12月12日初版発行、ISBN 978-4-434-21315-1
  - 8.5. 2016年3月28日初版発行、ISBN 978-4-434-21772-2（番外編）
  - 9. 2016年7月29日初版発行、ISBN 978-4-434-22262-7
  - 10. 2016年11月30日初版発行、ISBN 978-4-434-22683-0
  - 11. 2017年3月31日初版発行、ISBN 978-4-434-23157-5
  - 12. 2017年7月21日初版発行、ISBN 978-4-434-23597-9
  - 13. 2017年11月30日初版発行、ISBN 978-4-434-24023-2
  - 14. 2018年3月1日初版発行、ISBN 978-4-434-24446-9
  - 15. 2020年10月30日初版発行、ISBN 978-4-434-24921-1
  - 16. 2021年6月30日初版発行、ISBN 978-4-434-24921-1
  - 17. 2021年9月30日初版発行、ISBN 978-4-434-29400-6
  - 18. 2022年8月5日初版発行、ISBN 978-4-434-30753-9
  - 19. 2023年12月31日初版発行、ISBN 978-4-434-32314-0
  - 20. 2024年6月30日初版発行、ISBN 978-4-434-34088-8

### 漫画
2015年6月10日より、木野コトラの作画によるコミカライズが『アルファポリス - 電網浮遊都市 -』（アルファポリスの公式サイト）で連載中。コミックスは同レーベルより刊行。
- あずみ圭（原作）・木野コトラ（作画） 『月が導く異世界道中』 アルファポリス〈アルファポリスCOMICS〉、既刊15巻（2025年2月20日現在）
  1. 2016年2月29日初版発行、ISBN 978-4-434-21604-6
  2. 2016年10月31日初版発行、ISBN 978-4-434-22470-6
  3. 2017年6月23日初版発行、ISBN 978-4-434-23287-9
  4. 2018年2月1日初版発行、ISBN 978-4-434-24184-0
  5. 2018年10月1日初版発行、ISBN 978-4-434-25105-4
  6. 2019年6月30日初版発行、ISBN 978-4-434-25990-6
  7. 2020年2月29日初版発行、ISBN 978-4-434-27015-4
  8. 2020年10月31日初版発行、ISBN 978-4-434-28011-5
  9. 2021年6月24日初版発行、ISBN 978-4-434-29014-5
  10. 2022年2月22日初版発行、ISBN 978-4-434-29999-5
  11. 2022年10月31日初版発行、ISBN 978-4-434-31025-6
  12. 2023年7月31日初版発行、ISBN 978-4-434-32322-5
  13. 2023年12月31日初版発行、ISBN 978-4-434-33120-6
  14. 2024年6月30日初版発行、ISBN 978-4-434-34087-1
  15. 2025年2月28日初版発行、ISBN 978-4-434-35336-9

## ゲーム

### 月が導く異世界道中（ゲーム）
アルファポリスがPC向けブラウザゲームとして自社のプラットフォームで配信したシミュレーションRPG。
2017年4月28日に提供が開始され、2018年3月19日にサービスを終了した。

#### イメージソング（ゲーム）
- 「月下流進」
  - 作詞・歌：KOTOKO、作曲・編曲：青木宏憲

### 月が導く異世界道中 天下泰平旅日記
CTWがPC向けブラウザゲームとして自社のプラットフォーム「G123」で配信したRPG
2024年4月3日に提供が開始された。

## テレビアニメ
2020年10月にテレビアニメ化が発表され、第1期は2021年7月から9月までTOKYO MXほかにて放送された。第1期放送終了後に第2期制作が発表された。
第2期『月が導く異世界道中 第二幕』は2024年1月から6月までTOKYO MXほかにて連続2クールで放送された。
『第二幕』の放送終了後に番組公式サイトにて第3期『月が導く異世界道中 第三幕』の制作決定告知が行われた。
第1期は日本テレビ史上最高金額で海外セールスされた。

### スタッフ
|                               | 第1期                                                   | 第2期                                                   |
| ----------------------------- | ------------------------------------------------------- | ------------------------------------------------------- |
| 原作                          | あずみ圭                                                | あずみ圭                                                |
| 原作イラスト                  | マツモトミツアキ                                        | マツモトミツアキ                                        |
| 漫画                          | 木野コトラ                                              | 木野コトラ                                              |
| 監督・絵コンテ                | 石平信司                                                | 石平信司                                                |
| 助監督                        | 清水一伸                                                | 清水一伸                                                |
| シリーズ構成・脚本            | 猪原健太                                                | 猪原健太                                                |
| キャラクターデザイン          | 鈴木幸江                                                | 鈴木幸江                                                |
| アクション ディレクター       | 鈴木勇士                                                | N/A                                                     |
| レイアウト監修                | 池下博紀                                                | N/A                                                     |
| モンスターデザイン            | 有澤寛                                                  | N/A                                                     |
| キーアニメーター              | 高木有詩、芳賀亮                                        | N/A                                                     |
| 色彩設計                      | 高木雅人                                                | 安藤智美                                                |
| 美術監督・設定                | 佐藤正浩                                                | 丹伊田輝彦                                              |
| プロップデザイン              | 永富浩司、今田茜 たなべようこ                           | N/A                                                     |
| 撮影監督                      | 小野寺正明                                              | 青柳風香                                                |
| 編集                          | 定松剛                                                  | 後藤正浩                                                |
| 音響監督                      | はたしょう二                                            | はたしょう二                                            |
| 音楽                          | 高梨康治                                                | 高梨康治                                                |
| 音楽プロデューサー            | 青井宏之                                                | 青井宏之                                                |
| 音楽プロデューサー            | 水田大介                                                | N/A                                                     |
| 音楽制作                      | 日音                                                    | ミリカ・ミュージック                                    |
| プロデューサー                | 青井宏之、曹聡、太田鉄平、前田吉輝、中川岳              | 青井宏之、曹聡、太田鉄平、前田吉輝、中川岳              |
| プロデューサー                | 大路菜央、野見山展、澤田愛理 金子広孝、丸山創、伊藤拓己 | 平原唯灯、田村令、柿崎大輝 山岡実菜、鈴木和花、石渡章博 |
| アニメーション プロデューサー | 島田洋輔、佃昇平                                        | 松倉友二、鈴木薫                                        |
| アニメーション制作            | C2C                                                     | J.C.STAFF                                               |
| 製作                          | 月が導く異世界道中 製作委員会                           | 月が導く異世界道中第二幕 製作委員会                     |

### 主題歌
「ギャンブル」
syudouによる第1期オープニングテーマ。作詞・作曲・編曲はsyudou。
「ああ人生に涙あり」
第1期の第1話・第4話および第2期の第1話・第20話で使用されたエンディングテーマ。作詞は山上路夫、作曲は木下忠司。
第1期第1話は深澄真（花江夏樹）の歌唱、編曲はJohannes Nilsson。第1期第4話・第2期第20話は巴（佐倉綾音）・澪（鬼頭明里）の歌唱、編曲は高梨康治。第2期第1話は深澄真（花江夏樹）・識（津田健次郎）の歌唱、編曲はJohannes Nilsson。
「ビューティフル・ドリーマー」
Ezoshika Gourmet Clubによる第1期エンディングテーマ。作詞・作曲は池澤英。
「ユートピア」
須田景凪による第2期第1クールオープニングテーマ。作詞・作曲・編曲は須田景凪。
「My Factor」
伊東健人による第2期第1クールエンディングテーマ。作詞は常楽寺澪、作曲は石黑剛と常楽寺澪、編曲は石黑剛。
「リヴァーサル」
syudouによる第2期第2クールオープニングテーマ。作詞・作曲・編曲はsyudou。
「常識外れヒューマン」
前田佳織里による第2期第2クールエンディングテーマ。作詞・作曲は田仲圭太、編曲はTOPICS.LAB。

### 各話リスト
| 話数            | サブタイトル             | 絵コンテ   | 演出              | 作画監督 | 総作画監督                     | 初放送日      |       |       |       |       |       |       |       |       |       |       |       |       |       |       |       |       |       |       |
| 第1期           | 第1期                    | 第1期      | 第1期             | 第1期 | 第1期                          | 第1期         | 第1期 | 第1期 | 第1期 | 第1期 | 第1期 | 第1期 | 第1期 | 第1期 | 第1期 | 第1期 | 第1期 | 第1期 | 第1期 | 第1期 | 第1期 | 第1期 | 第1期 | 第1期 |
| --------------- | ------------------------ | ---------- | ----------------- | --- | ------------------------------ | ------------- | ----- | ----- | ----- | ----- | ----- | ----- | ----- | ----- | ----- | ----- | ----- | ----- | ----- | ----- | ----- | ----- | ----- | ----- |
| 第一夜          | 勇者…失格                | 石平信司   | 清水一伸          | 北尾勝 | 鈴木幸江                       | 2021年 7月7日 |       |       |       |       |       |       |       |       |       |       |       |       |       |       |       |       |       |       |
| 第二夜          | 災害の黒蜘蛛             | 石平信司   | 鈴木勇士          | 壽恵理子 | 鈴木幸江 中村佑美子            | 7月14日       |       |       |       |       |       |       |       |       |       |       |       |       |       |       |       |       |       |       |
| 第三夜          | ヒューマンショック       | 石平信司   | 辻橋綾佳          | 門智明 今田茜 上西麻耶 壽恵理子 森田実 はっとりますみ                                                               | 鈴木幸江                       | 7月21日       |       |       |       |       |       |       |       |       |       |       |       |       |       |       |       |       |       |       |
| 第四夜          | あとのまつり             | 石平信司   | 大木比呂          | 中村佑美子 壽恵理子 大島貞生 髙木有詩 重松しんいち                                                                  | 中村佑美子                     | 7月28日       |       |       |       |       |       |       |       |       |       |       |       |       |       |       |       |       |       |       |
| 第五夜          | よくばり馬車の旅         | 石平信司   | 秦義人            | 邱明哲 桝井一平 鈴木伸一 山本径子 壽恵理子                                                                          | 鈴木幸江                       | 8月4日        |       |       |       |       |       |       |       |       |       |       |       |       |       |       |       |       |       |       |
| 第六夜          | ヒナイスミドルの憂鬱     | 石平信司   | 清水一伸          | 吉田肇 上西麻耶 中尾彩香 重松しんいち 二宮奈那子 壽恵理子                                                           | 中村佑美子                     | 8月11日       |       |       |       |       |       |       |       |       |       |       |       |       |       |       |       |       |       |       |
| 第七夜          | 秘薬精製                 | 石平信司   | 小野田雄亮        | 中谷藍 高橋恒星 徳倉栄一 壽恵理子                                                                                   | 鈴木幸江                       | 8月18日       |       |       |       |       |       |       |       |       |       |       |       |       |       |       |       |       |       |       |
| 第八夜          | 亜空ランキング           | 石平信司   | 鈴木勇士          | 工藤糸織 上西麻耶 今田茜 齋藤温子 壽恵理子                                                                          | サトウミチオ                   | 8月25日       |       |       |       |       |       |       |       |       |       |       |       |       |       |       |       |       |       |       |
| 第九夜          | 喰うか喰われるか         | 石平信司   | 宇和野歩          | 二宮奈那子 吉田肇 吉田巧介 中尾和麻 中尾彩香 河野絵美 小田武士 松尾信之 佐藤拓哉 陳斯琪 横山友紀 森田裕之           | 中村佑美子                     | 9月1日        |       |       |       |       |       |       |       |       |       |       |       |       |       |       |       |       |       |       |
| 第十夜          | 鬼の隠れ里               | 石平信司   | 辻橋綾佳          | 壽恵理子 齋藤温子 工藤糸織 吉田隆也                                                                                 | 鈴木幸江                       | 9月8日        |       |       |       |       |       |       |       |       |       |       |       |       |       |       |       |       |       |       |
| 第十一夜        | さようなら               | 石平信司   | 大木比呂          | 大木比呂 上西麻耶 二宮奈那子 吉田肇 沼田広 重松しんいち 周昊 千葉茂 壽恵理子 桑原良介 齋藤温子 光の園アニメーション | 小田武士                       | 9月15日       |       |       |       |       |       |       |       |       |       |       |       |       |       |       |       |       |       |       |
| 第十二夜        | 月が導く…                | 石平信司   | 清水一伸          | 齋藤温子 工藤糸織 北尾勝 古東徹也 壽恵理子 大木比呂 中西修史 中村佑美子 鈴木幸江 太田彬彦 まつもとひろし 未来動画   | 鈴木幸江 中村佑美子            | 9月22日       |       |       |       |       |       |       |       |       |       |       |       |       |       |       |       |       |       |       |
| 第2期『第二幕』 |                          |            |                   | |                                |               |       |       |       |       |       |       |       |       |       |       |       |       |       |       |       |       |       |       |
| 第一夜          | え？荒城の月？           | 石平信司   | 清水一伸          | 小渕陽介 冷水由紀絵                                                                                                 | 鈴木幸江                       | 2024年 1月8日 |       |       |       |       |       |       |       |       |       |       |       |       |       |       |       |       |       |       |
| 第二夜          | 二人の勇者は美男美女     | 石平信司   | 野上良之 清水桃   | 南翔太 村上雄 吉元美紀 熊谷勝弘 河野眞也 北原里美                                                                   | 鈴木幸江                       | 1月15日       |       |       |       |       |       |       |       |       |       |       |       |       |       |       |       |       |       |       |
| 第三夜          | ステラ・ウォーズ         | 石平信司   | 桜美かつし        | 木本茂樹 佐野はるか 長塚幸恵 河野眞也 小渕陽介                                                                      | 鈴木幸江                       | 1月22日       |       |       |       |       |       |       |       |       |       |       |       |       |       |       |       |       |       |       |
| 第四夜          | 僕がどうして先生に!?     | 石平信司   | 森義博            | 南翔太 中島駿 山内則康                                                                                              | 佐野はるか 冷水由紀絵          | 1月29日       |       |       |       |       |       |       |       |       |       |       |       |       |       |       |       |       |       |       |
| 第五夜          | それでは授業をはじめます | 石平信司   | 野上良之 清水桃   | 長﨑千穂 津畑春香 上田みねこ 小渕陽介                                                                               | 長塚幸恵 冷水由紀絵            | 2月5日        |       |       |       |       |       |       |       |       |       |       |       |       |       |       |       |       |       |       |
| 第六夜          | めざせ三つ星シェフ       | 石平信司   | うえだしげる      | 上田みねこ 河野眞也 中島駿                                                                                          | 鈴木幸江                       | 2月12日       |       |       |       |       |       |       |       |       |       |       |       |       |       |       |       |       |       |       |
| 第七夜          | 新メンバーオーディション | 石平信司   | 小野田雄亮        | 佐野はるか 長塚幸恵                                                                                                 | 佐野はるか                     | 2月19日       |       |       |       |       |       |       |       |       |       |       |       |       |       |       |       |       |       |       |
| 第八夜          | 悪い噂の美人姉妹         | 石平信司   | 桜美かつし        | 長﨑千穂 小渕陽介                                                                                                   | 長塚幸恵                       | 2月26日       |       |       |       |       |       |       |       |       |       |       |       |       |       |       |       |       |       |       |
| 第九夜          | 変態ドラゴン             | 石平信司   | 森義博            | 高橋みか 山内則康                                                                                                   | 冷水由紀絵                     | 3月4日        |       |       |       |       |       |       |       |       |       |       |       |       |       |       |       |       |       |       |
| 第十夜          | やってみせます世直し稼業 | 石平信司   | 野上良之 清水桃   | 坂本哲也 篠原佐代子 田中愛美 橋詰力 福本佳菜絵                                                                      | 鈴木幸江                       | 3月11日       |       |       |       |       |       |       |       |       |       |       |       |       |       |       |       |       |       |       |
| 第十一夜        | 成長の夏、新技の夏       | 石平信司   | 清水一伸          | 佐野はるか 木本茂樹 熊谷勝弘 西村彩 長塚幸恵                                                                        | 長塚幸恵                       | 3月18日       |       |       |       |       |       |       |       |       |       |       |       |       |       |       |       |       |       |       |
| 第十二夜        | 巨獣襲来                 | 石平信司   | うえだしげる      | 吉元美紀 北原里美 中島駿                                                                                            | 鈴木幸江                       | 3月25日       |       |       |       |       |       |       |       |       |       |       |       |       |       |       |       |       |       |       |
| 第十三夜        | 学園祭は大忙し           | 桜美かつし | 桜美かつし        | 河野眞也 上田みねこ 小渕陽介 長﨑千穂                                                                               | 佐野はるか                     | 4月1日        |       |       |       |       |       |       |       |       |       |       |       |       |       |       |       |       |       |       |
| 第十四夜        | 社交界は苦手です         | 石平信司   | 森義博            | 木本茂樹 冷水由紀絵 山内則康                                                                                        | 冷水由紀絵                     | 4月8日        |       |       |       |       |       |       |       |       |       |       |       |       |       |       |       |       |       |       |
| 第十五夜        | 闘技大会、熱戦あまた     | 野上良之   | 野上良之 清水桃   | 西村彩 北原里美 熊谷勝弘 鈴木幸江                                                                                   | 鈴木幸江                       | 4月15日       |       |       |       |       |       |       |       |       |       |       |       |       |       |       |       |       |       |       |
| 第十六夜        | とある生徒の秘密         | 石平信司   | 小野田雄亮        | 長塚幸恵 河野眞也 小渕陽介 上田みねこ                                                                               | 鈴木幸江 佐野はるか 長﨑千穂   | 4月22日       |       |       |       |       |       |       |       |       |       |       |       |       |       |       |       |       |       |       |
| 第十七夜        | 変異体ハザード           | 桜美かつし | 桜美かつし 清水桃 | 冷水由紀絵 長﨑千穂 佐野はるか 北原里美                                                                             | 佐野はるか                     | 4月29日       |       |       |       |       |       |       |       |       |       |       |       |       |       |       |       |       |       |       |
| 第十八夜        | 学園都市の崩壊           | 渡部隠寛   | 清水一伸          | 熊谷勝弘 河野眞也 小渕陽介 西村美妃                                                                                 | 鈴木幸江                       | 5月6日        |       |       |       |       |       |       |       |       |       |       |       |       |       |       |       |       |       |       |
| 第十九夜        | 暴れん坊商人             | 野上良之   | 野上良之 清水桃   | 長塚幸恵 西村彩 長﨑千穂                                                                                            | 冷水由紀絵 鈴木幸江            | 5月13日       |       |       |       |       |       |       |       |       |       |       |       |       |       |       |       |       |       |       |
| 第二十夜        | 憎みきれますロクデナシ   | 石平信司   | 森義博            | 上田みねこ 小渕陽介 佐野はるか 山内則康                                                                             | 佐野はるか                     | 5月20日       |       |       |       |       |       |       |       |       |       |       |       |       |       |       |       |       |       |       |
| 第二十一夜      | 勇者奮戦                 | 石平信司   | うえだしげる      | 熊谷勝弘 河野眞也 工藤公聖 中島駿 長塚幸恵                                                                          | 鈴木幸江                       | 5月27日       |       |       |       |       |       |       |       |       |       |       |       |       |       |       |       |       |       |       |
| 第二十二夜      | 戦えヒーロー！           | 石平信司   | 小野田雄亮        | 上田みねこ 長﨑千穂 冷水由紀絵                                                                                      | 鈴木幸江 冷水由紀絵 長﨑千穂   | 6月3日        |       |       |       |       |       |       |       |       |       |       |       |       |       |       |       |       |       |       |
| 第二十三夜      | 宿敵リベンジマッチ       | 野上良之   | 野上良之 清水桃   | 河野眞也 長塚幸恵 武志鵬                                                                                            | 鈴木幸江 佐野はるか 長﨑千穂   | 6月10日       |       |       |       |       |       |       |       |       |       |       |       |       |       |       |       |       |       |       |
| 第二十四夜      | 魔人VS.竜人              | 石平信司   | 桜美かつし        | 上田みねこ 小渕陽介 中島駿 工藤公聖 佐野はるか                                                                      | 鈴木幸江 佐野はるか 長﨑千穂   | 6月17日       |       |       |       |       |       |       |       |       |       |       |       |       |       |       |       |       |       |       |
| 第二十五夜      | 月下祭宴                 | 石平信司   | 清水一伸          | 河野眞也 吉元美紀 北原里美 佐野はるか 伊更あめ                                                                      | 鈴木幸江 佐野はるか 冷水由紀絵 | 6月24日       |       |       |       |       |       |       |       |       |       |       |       |       |       |       |       |       |       |       |

### 放送局
| 放送期間                | 放送時間                     | 放送局      | 対象地域   | 備考                                       |
| ----------------------- | ---------------------------- | ----------- | ---------- | ------------------------------------------ |
| 2021年7月7日 - 9月22日  | 水曜 23:00 - 23:30           | TOKYO MX    | 東京都     | 製作参加 / リピート放送あり                |
| 2021年7月8日 - 9月23日  | 木曜 0:00 - 0:30（水曜深夜） | BS日テレ    | 日本全域   | 製作参加 / BS放送 / 『アニメにむちゅ〜』枠 |
| 2021年7月9日 - 9月24日  | 金曜 2:30 - 3:00（木曜深夜） | 毎日放送    | 近畿広域圏 | 製作参加                                   |
|                         | 金曜 22:00 - 22:30           | AT-X        | 日本全域   | CS放送 / 字幕放送 / リピート放送あり       |
| 2021年7月10日 - 9月25日 | 土曜 1:00 - 1:30（金曜深夜） | J:COMテレビ | 日本国内   | CATV / 『アニおび』枠                      |

| 配信開始日    | 配信時間        | 配信サイト |
| ------------- | --------------- | --- |
| 2021年7月7日  | 水曜 23:30 更新 | dアニメストア Netflix |
| 2021年7月12日 | 月曜 0:00 更新  | Amazon Prime Video J:COMオンデマンド みるプラス TELASA U-NEXT アニメ放題 ひかりTV ABEMA Hulu バンダイチャンネル MBS動画イズム GYAO! TVer FOD niconico dTV Rakuten TV ビデオマーケット DMM.com GYAO!ストア music.jp HAPPY!動画 MOVIEFULL クランクイン!ビデオ |

| 放送期間                | 放送時間                     | 放送局   | 対象地域   | 備考                                       |
| ----------------------- | ---------------------------- | -------- | ---------- | ------------------------------------------ |
| 2024年1月8日 - 6月24日  | 月曜 23:00 - 23:30           | TOKYO MX | 東京都     | 製作参加                                   |
|                         |                              | BS日テレ | 日本全域   | 製作参加 / BS放送 / 『アニメにむちゅ〜』枠 |
| 2024年1月10日 - 6月26日 | 水曜 3:00 - 3:30（火曜深夜） | 毎日放送 | 近畿広域圏 | 製作参加 / 『アニメ特区』第2部             |
| 2024年1月12日 - 6月28日 | 金曜 23:00 - 23:30           | AT-X     | 日本全域   | CS放送 / 字幕放送 / リピート放送あり       |

| 配信開始日    | 配信時間                | 配信サイト | 備考                     |
| ------------- | ----------------------- | --- | ------------------------ |
| 2024年1月8日  | 月曜 23:00 更新         | dアニメストア Lemino | 地上波同時・最速先行配信 |
| 2024年1月11日 | 木曜 23:00 以降順次更新 | U-NEXT アニメ放題 |                          |
| 2024年1月13日 | 土曜 23:00 以降順次更新 | ABEMA DMM TV FOD Hulu J:COM STREAM MBS動画イズム milplus見放題パックプライム Netflix Prime Video TELASA TVer スマートパスプレミアム ニコニコチャンネル バンダイチャンネル | 見放題配信               |
|               |                         | HAPPY!動画 クランクイン!ビデオ ムービーフルPlus | 都度課金配信             |

### BD
| 巻 | 発売日         | 収録話          | 規格品番  |
| -- | -------------- | --------------- | --------- |
| 1  | 2021年10月27日 | 第1話 - 第3話   | DMPXA-209 |
| 2  | 2021年11月24日 | 第4話 - 第6話   | DMPXA-210 |
| 3  | 2021年12月22日 | 第7話 - 第9話   | DMPXA-211 |
| 4  | 2022年1月26日  | 第10話 - 第12話 | DMPXA-212 |

| 巻 | 発売日        | 収録話          | 規格品番  |
| -- | ------------- | --------------- | --------- |
| 1  | 2024年4月24日 | 第1話 - 第6話   | DMPXA-367 |
| 2  | 2024年5月29日 | 第7話 - 第12話  | DMPXA-368 |
| 3  | 2024年7月31日 | 第13話 - 第18話 | DMPXA-373 |
| 4  | 2024年8月28日 | 第19話 - 第25話 | DMPXA-374 |